# باشگاه فوتبال استقلال تهران در فصل ۹۲–۱۳۹۱
باشگاه فوتبال استقلال تهران در فصل ۹۲–۱۳۹۱ شصت و هفتمین سال فعالیت باشگاه فوتبال استقلال تهران در مسابقات فوتبال ایران و دوازدهمین حضور متوالی این تیم در لیگ برتر فوتبال ایران بود. آن‌ها در این فصل در سه جام مختلف شرکت کردند: دوازدهمین دوره لیگ برتر ایران، بیست و ششمین دوره جام حذفی ایران و سی و دومین دوره لیگ قهرمانان آسیا. استقلال در این فصل قهرمان لیگ برتر شد و فرهاد مجیدی، کاپیتان تیم، در پایان فصل جام قهرمانی را بالای سر برد. این سومین قهرمانی استقلال در لیگ برتر بود و این قهرمانی همچون دو قهرمانی پیشین با مربی‌گری امیر قلعه‌نویی به دست آمد.
استقلال فصل را با تغییر مربی آغاز کرد و قلعه‌نویی پس از سه فصل دوری از تیم به خانه برگشت تا استقلال را در راه قهرمانی هدایت کند. اتفاق بزرگ فصل برای استقلال بازگشت مجیدی در میانه فصل بود که کمک شایانی به تیم در راه قهرمانی لیگ برتر کرد. این فصل دوازدهمین دورهٔ لیگ برتر فوتبال ایران و دوازدهمین حضور باشگاه استقلال در این سلسله بازی‌ها بود. استقلال فصل جدید را در ۳۰ تیر ۱۳۹۱ آغاز کرد. تیم استقلال در هفته‌های نخست لیگ نمایش دل‌چسبی نداشت و در امتیازگیری نیز ناموفق بود. اما در ادامهٔ بازی‌ها تیم منسجم‌تر شد و روند بهتری پیدا کرد. استقلال در هفتهٔ چهاردهم به صدر جدول لیگ رسید و تا پایان فصل، صرف‌نظر از هفتهٔ هفدهم، جایگاه خود را بالای جدول رده‌بندی حفظ کرد. سرانجام در ۱۵ اردیبهشت ۱۳۹۲ و پس از پیروزی بیرون از خانه برابر فولاد خوزستان، استقلال به فاصلهٔ یک هفته مانده به پایان لیگ به مقام قهرمانی رسید. این سومین قهرمانی استقلال در لیگ برتر فوتبال ایران و هشتمین قهرمانی آنان در بالاترین سطح مسابقات فوتبال ایران بود. استقلال در این فصل هر دو بازی شهرآورد تهران را نتایج مشابه ۰–۰ به پایان رسیدند تا بعد از چند مسابقه فصل‌های قبل لیگ دیدار استقلال و پرسپولیس، رقیب دیرینه‌اش، برنده‌ای نداشته باشد.
آبی‌پوشان در این فصل برای بیست‌وششمین بار در جام حذفی فوتبال ایران شرکت کردند. آن‌ها پس از پشت سر گذاشتن تیم‌های سایپا، گهر دورود و ابومسلم، به دیدار نیمه پایانی مسابقات راه یافتند. بازی نیمه پایانی برابر سپاهان اصفهان برگزار شد که دو تیم در پایان ۱۲۰ دقیقه وقت‌های معمول و اضافهٔ بازی به تساوی ۱−۱ دست یافتند. استقلال ضربات پنالتی را ۴−۵ به حریف واگذار کرد و از راه‌یابی به دیدار پایانی جام حذفی بازماند.
تیم استقلال در آسیا برای شانزدهمین بار نماینده ایران در یک رقابت باشگاهی بود و از نهم اسفند ۱۳۹۱ از مرحلهٔ گروهی پای به لیگ قهرمانان آسیا گذاشت. بر اساس قرعه‌کشی مسابقات استقلال ایران در گروه چهارم بازی‌ها با تیم‌های الهلال عربستان، العین امارات و الریان قطر هم‌گروه بود. این گروه به واسطهٔ حضور سه قهرمان پیشین آسیا به عنوان «گروه مرگ» شناخته شد. استقلال به عنوان تیم اول از این گروه صعود کرد و در دور یک‌هشتم نهایی نیز الشباب امارات را از پیش رو برداشت. ادامهٔ این بازی‌ها در فصل بعد فوتبال ایران پیگیری شد.

## پیش‌زمینه

### دربارهٔ استقلال
استقلال یک باشگاه فوتبال حرفه‌ای ایران است که در ۴ مهر ۱۳۲۴ در شهر تهران و توسط تعدادی جوان علاقه‌مند به ورزش دوچرخه‌سواری با نام نخستین باشگاه دوچرخه سواران ایران تأسیس شد. این تیم در ۲۲ بهمن ۱۳۲۸ با تصمیم هیئت مدیره‌اش نامش را به تاج تغییر داد. در فروردین ۱۳۵۸ و پس از انقلاب ۱۳۵۷ نام این تیم برای دومین بار عوض شد و این بار نام استقلال برگزیده شد تا استقلال بتواند در مسابقات فوتبال ایران شرکت کند. استقلال تا آغاز این فصل سابقه ۲ قهرمانی در آسیا، ۷ قهرمانی در لیگ‌های فوتبال ایران، ۶ قهرمانی در جام حذفی فوتبال ایران، ۱۳ قهرمانی در جام باشگاه‌های تهران و ۳ قهرمانی در جام حذفی تهران را داشت.

### استقلال در آغاز فصل ۹۲–۱۳۹۱

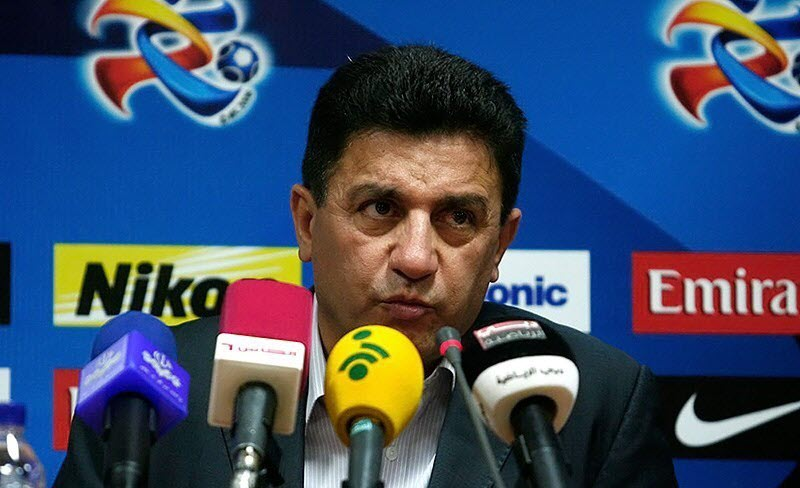
امیر قلعه‌نویی در ابتدای فصل به استقلال بازگشت و برای سومین بار به عنوان مربی موفق شد تیم استقلال را به مقام قهرمانی لیگ برتر ایران هدایت کند.

علی فتح‌الله‌زاده مدیرعامل استقلال در این فصل برای سومین فصل پیاپی مدیریت استقلال را بر عهده داشت و بعد از دو فصل پیشین که با مربی‌گری پرویز مظلومی استقلال را مدیریت کرده بود و به فاصله کوتاهی از پایان فصل گذشته و انجام آخرین بازی فصل برابر سپاهان اصفهان در لیگ قهرمانان آسیا تصمیم به عوض کردن مربی استقلال گرفت. به این ترتیب مظلومی از استقلال رفت و در ۸ خرداد ۱۳۹۱ امیر قلعه‌نویی از سوی هیئت مدیره و مدیر عامل باشگاه برای هدایت تیم در این فصل برگزیده شد. این در حالی بود که صحبت از برگزیدن مربی خارجی نیز شنیده می‌شد اما در نهایت مسئولان استقلال تصمیم گرفتند تا قلعه‌نویی را به باشگاه برگردانند تا وی برای سومین بار به عنوان مربی باشگاه استقلال انتخاب شود. ناکامی استقلال در کسب عنوان قهرمانی لیگ برتر ۹۱–۱۳۹۰ در حالی که استقلال هفته‌های متوالی صدرنشین لیگ بود از دلایل اصلی این جابجایی قلمداد شد. قلعه‌نویی پیش از این در چند نوبت مختلف مربی‌گری استقلال را بر عهده داشت و هر دو قهرمانی پیشین استقلال در لیگ برتر در فصل‌های ۸۵–۱۳۸۴ و ۸۸–۱۳۸۷ با مربی‌گری قلعه‌نویی رقم خورده بودند. با وجود عدم موفقیت در لیگ برتر ۹۱–۱۳۹۰ استقلال در جام حذفی ۹۱–۱۳۹۰ موفق بود و توانست به غلبه بر شاهین بوشهر در فینال جام حذفی به عنوان مدافع عنوان قهرمانی در جام حذفی ۹۲–۱۳۹۱ حاضر شد و جواز حضور در مرحله گروهی لیگ قهرمانان آسیا ۲۰۱۳ را نیز دریافت کرد.
استقلال تا پایان فصل ۹۱–۱۳۹۰ چهار فصل متوالی در لیگ قهرمانان آسیا حاضر بود و با وجود اینکه در ترکیب استقلال بازیکنان ملی‌پوش فراوانی حاضر بودند اما هیچ‌گاه نتوانسته بود از مرحله یک شانزدهم نهایی بالاتر رود. استقلال در این فصل برای ششمین فصل متوالی نماینده ایران در مسابقات لیگ قهرمانان آسیا بود.

### فوتبال ایران در آغاز فصل ۹۲–۱۳۹۱
لیگ برتر ۹۲–۱۳۹۱ دوازدهمین دوره لیگ برتر فوتبال ایران بود که از ابتدای دهه ۱۳۸۰ و در دوران مدیریت صفایی‌فراهانی در فوتبال ایران به راه افتاده بود. این لیگ تلاش فدراسیون فوتبال ایران در راه حرفه‌ای شدن بود. تیم سپاهان در این زمان با سه قهرمانی پیاپی مدافع عنوان قهرمانی ایران بود. تیم ملی فوتبال ایران در زمان برگزاری لیگ برتر ۹۲–۱۳۹۱ در مرحله مقدماتی جام جهانی ۲۰۱۴ حاضر بود و کارلوس کیروش که از ۱۵ فروردین ۱۳۹۰ به عنوان سرمربی تیم ملی برگزیده شده بود وظیفه هدایت تیم ملی در راه صعود به جام جهانی را بر عهده داشت.

## نقل و انتقالات

### پیوستگان
| بازیکنان پیوسته به استقلال در فصل ۹۲–۱۳۹۱ | بازیکنان پیوسته به استقلال در فصل ۹۲–۱۳۹۱ | بازیکنان پیوسته به استقلال در فصل ۹۲–۱۳۹۱ | بازیکنان پیوسته به استقلال در فصل ۹۲–۱۳۹۱ | بازیکنان پیوسته به استقلال در فصل ۹۲–۱۳۹۱ | بازیکنان پیوسته به استقلال در فصل ۹۲–۱۳۹۱ | بازیکنان پیوسته به استقلال در فصل ۹۲–۱۳۹۱ | بازیکنان پیوسته به استقلال در فصل ۹۲–۱۳۹۱ |
| پُست                                       | نام                                       | سن                                        | باشگاه پیشین                              | لیگ                                       | قیمت                                      | فصل خرید                                  | توضیحات                                   |
| ----------------------------------------- | ----------------------------------------- | ----------------------------------------- | ----------------------------------------- | ----------------------------------------- | ----------------------------------------- | ----------------------------------------- | ----------------------------------------- |
| هافبک                                     | میثم بائو                                 | ۲۸                                        | شهرداری تبریز                             | لیگ برتر ایران                            | اعلام‌نشده                                 | تابستان                                   | [ ۱۶ ]                                    |
| هافبک                                     | هاشم بیک‌زاده                              | ۲۸                                        | سپاهان                                    | لیگ برتر ایران                            | اعلام‌نشده                                 | تابستان                                   | [ ۱۷ ]                                    |
| مهاجم                                     | سیاوش اکبرپور                             | ۲۹                                        | تراکتورسازی تبریز                         | لیگ برتر ایران                            | اعلام‌نشده                                 | تابستان                                   | [ ۱۸ ]                                    |
| مهاجم                                     | امین منوچهری                              | ۲۶                                        | سایپا                                     | لیگ برتر ایران                            | اعلام‌نشده                                 | تابستان                                   | [ ۱۹ ]                                    |
| مدافع                                     | امیرحسین صادقی                            | ۳۰                                        | تراکتورسازی تبریز                         | لیگ برتر ایران                            | اعلام‌نشده                                 | تابستان                                   | [ ۲۰ ]                                    |
| دروازه‌بان                                 | حسین حسینی                                | ۲۰                                        | برق شیراز                                 | لیگ آزادگان                               | اعلام‌نشده                                 | تابستان                                   | [ ۲۱ ]                                    |
| مدافع                                     | آرمن طهماسیان زرنه                        | ۲۱                                        | پاس همدان                                 | لیگ آزادگان                               | اعلام‌نشده                                 | تابستان                                   | [ ۲۲ ]                                    |
| هافبک                                     | رودریگو توزی                              | ۲۹                                        | تراکتورسازی تبریز                         | لیگ برتر ایران                            | اعلام‌نشده                                 | تابستان                                   | [ ۲۳ ]                                    |
| مدافع                                     | محمد انصاری                               | ۲۱                                        | جوانان استقلال                            | لیگ جوانان تهران                          | اعلام‌نشده                                 | تابستان                                   | [ ۲۴ ]                                    |
| هافبک                                     | فابیو جانواریو                            | ۳۲                                        | سپاهان                                    | لیگ برتر ایران                            | اعلام‌نشده                                 | تابستان                                   | [ ۲۵ ]                                    |
| هافبک                                     | جواد نکونام                               | ۳۱                                        | اوساسونا                                  | لا لیگا                                   | اعلام‌نشده                                 | تابستان                                   | [ ۲۶ ]                                    |
| دروازه‌بان                                 | لیام ردی                                  | ۳۱                                        | اف‌سی سیدنی                                | ای-لیگ                                    | ۲۰۰ هزار دلار                             | تابستان                                   | [ ۲۷ ]                                    |
| مهاجم                                     | حجت چهارمحالی                             | ۲۳                                        | نفت آبادان                                | لیگ برتر ایران                            | اعلام‌نشده                                 | زمستان                                    | [ ۲۸ ]                                    |
| مهاجم                                     | عباس محمدرضایی                            | ۳۰                                        | فجر سپاسی                                 | لیگ برتر ایران                            | اعلام‌نشده                                 | زمستان                                    | [ ۲۹ ]                                    |
| مدافع                                     | حسن اشجاری                                | ۳۳                                        | سپاهان                                    | لیگ برتر ایران                            | اعلام‌نشده                                 | زمستان                                    | [ ۳۰ ]                                    |
| مهاجم                                     | فرزاد حاتمی                               | ۲۶                                        | تراکتورسازی تبریز                         | لیگ برتر ایران                            | اعلام‌نشده                                 | زمستان                                    | [ ۳۱ ]                                    |
| هافبک                                     | ویسنته آرزه کاماچو                        | ۲۷                                        | رویال شارلوا                              | لیگ برتر بلژیک                            | اعلام‌نشده                                 | زمستان                                    | [ ۳۲ ]                                    |
| مهاجم                                     | فرهاد مجیدی                               | ۳۶                                        | الغرافه                                   | لیگ ستارگان قطر                           | اعلام‌نشده                                 | زمستان                                    | [ ۳۳ ]                                    |
| مهاجم                                     | ایمان موسوی                               | ۲۴                                        | نفت تهران                                 | لیگ برتر ایران                            | اعلام‌نشده                                 | زمستان                                    | [ ۳۴ ]                                    |

### جداشدگان
| بازیکنان جداشده از استقلال در فصل ۹۲–۱۳۹۱ | بازیکنان جداشده از استقلال در فصل ۹۲–۱۳۹۱ | بازیکنان جداشده از استقلال در فصل ۹۲–۱۳۹۱ | بازیکنان جداشده از استقلال در فصل ۹۲–۱۳۹۱ | بازیکنان جداشده از استقلال در فصل ۹۲–۱۳۹۱ | بازیکنان جداشده از استقلال در فصل ۹۲–۱۳۹۱ | بازیکنان جداشده از استقلال در فصل ۹۲–۱۳۹۱ | بازیکنان جداشده از استقلال در فصل ۹۲–۱۳۹۱ |
| پُست                                       | نام                                       | سن                                        | باشگاه پسین                               | لیگ                                       | قیمت                                      | فصل فروش                                  | منبع                                      |
| ----------------------------------------- | ----------------------------------------- | ----------------------------------------- | ----------------------------------------- | ----------------------------------------- | ----------------------------------------- | ----------------------------------------- | ----------------------------------------- |
| مهاجم                                     | اسماعیل شریفات                            | ۲۴                                        | فولاد                                     | لیگ برتر ایران                            | آزاد                                      | تابستان                                   | [ ۳۵ ]                                    |
| مدافع                                     | مهدی امیرآبادی                            | ۳۳                                        | فولاد                                     | لیگ برتر ایران                            | آزاد                                      | تابستان                                   | [ ۳۵ ]                                    |
| هافبک                                     | جواد شیرزاد                               | ۲۹                                        | ملوان                                     | لیگ برتر ایران                            | آزاد                                      | تابستان                                   | [ ۳۵ ]                                    |
| مهاجم                                     | گوران یرکوویچ                             | ۲۵                                        | بوریرام یونایتد                           | لیگ برتر فوتبال تایلند                    | آزاد                                      | تابستان                                   | [ ۳۵ ]                                    |
| هافبک                                     | ژاک الونگ‌الونگ                            | ۲۷                                        | نفط میسان                                 | لیگ برتر فوتبال عراق                      | آزاد                                      | تابستان                                   | [ ۳۵ ]                                    |
| مهاجم                                     | حسین علوی                                 | ۲۴                                        | -                                         | -                                         | آزاد                                      | تابستان                                   | [ ۳۵ ]                                    |
| هافبک                                     | محسن یوسفی                                | ۲۸                                        | سایپا                                     | لیگ برتر ایران                            | آزاد                                      | تابستان                                   | [ ۳۵ ]                                    |
| دروازه‌بان                                 | هادی زرین‌ساعد                             | ۳۳                                        | الوند همدان                               | لیگ آزادگان                               | آزاد                                      | تابستان                                   | [ ۳۵ ]                                    |
| مدافع                                     | حمید عزیززاده                             | ۳۱                                        | ؟                                         | ؟                                         | آزاد                                      | تابستان                                   | [ ۳۵ ]                                    |
| هافبک                                     | آندرانیک تیموریان                         | ۳۰                                        | الخریطیات                                 | لیگ ستارگان قطر                           | آزاد                                      | تابستان                                   | [ ۳۵ ]                                    |
| هافبک                                     | فریدون زندی                               | ۳۳                                        | الاهلی قطر                                | لیگ دسته دوم قطر                          | فسخ قرارداد                               | ۱۰ مهر ۱۳۹۱                               | [ ۳۶ ]                                    |
| مدافع                                     | محمد انصاری                               | ۲۱                                        | فجر سپاسی                                 | لیگ برتر ایران                            | سرباز بازیکن                              | ۲۹ آبان ۱۳۹۱                              | [ ۳۷ ]                                    |
| هافبک                                     | فابیو جانواریو                            | ۳۲                                        | خداحافظی از فوتبال                        | خداحافظی از فوتبال                        | فسخ قرارداد                               | زمستان                                    | [ ۳۸ ]                                    |
| مهاجم                                     | میلاد میداوودی                            | ۲۷                                        | آلومینیوم هرمزگان                         | جام خلیج فارس                             | فسخ قرارداد                               | زمستان                                    | [ ۳۹ ]                                    |
| مهاجم                                     | امین منوچهری                              | ۲۶                                        | نفت تهران                                 | لیگ برتر ایران                            | فسخ قرارداد                               | زمستان                                    | [ ۴۰ ]                                    |
| مدافع                                     | میثم حسینی                                | ۲۳                                        | نفت تهران                                 | لیگ برتر ایران                            | فسخ قرارداد                               | زمستان                                    | [ ۴۱ ]                                    |
| هافبک                                     | رودریگو توسی                              | ۲۹                                        | دی‌پی‌ام‌ام                                  | لیگ برتر برونئی                           | فسخ قرارداد                               | زمستان                                    | [ ۴۲ ]                                    |
| دروازه‌بان                                 | لیام ردی                                  | ۳۰                                        | سیدنی یونایتد ۵۸                          | لیگ برتر نیوساوت‌ولز                       | فسخ قرارداد                               | زمستان                                    | [ ۴۳ ]                                    |

## اعضای باشگاه

### فهرست بازیکنان
| بازیکنان استقلال در فصل ۹۲–۱۳۹۱ | بازیکنان استقلال در فصل ۹۲–۱۳۹۱ | بازیکنان استقلال در فصل ۹۲–۱۳۹۱ | بازیکنان استقلال در فصل ۹۲–۱۳۹۱ | بازیکنان استقلال در فصل ۹۲–۱۳۹۱ | بازیکنان استقلال در فصل ۹۲–۱۳۹۱ |             |
| شماره                           | نام                             | ملیت                            | پُست                             | تاریخ تولد (سن)                 | باشگاه پیشین                    |             |
| دروازه‌بان‌ها                     | دروازه‌بان‌ها                     | دروازه‌بان‌ها                     | دروازه‌بان‌ها                     | دروازه‌بان‌ها                     | دروازه‌بان‌ها                     | دروازه‌بان‌ها |
| ------------------------------- | ------------------------------- | ------------------------------- | ------------------------------- | ------------------------------- | ------------------------------- | ----------- |
| ۱                               | مهدی رحمتی                      | ایران                           | دروازه‌بان                       | ۱۳ بهمن ۱۳۶۱ (۲۹ سال)           | سپاهان                          |             |
| ۲۲                              | حسین حسینی                      | ایران                           | دروازه‌بان                       | ۱۰ تیر ۱۳۷۱ (۲۰ سال)            | برق شیراز                       |             |
| ۲۹                              | لیام ردی                        | استرالیا                        | دروازه‌بان                       | ۱۶ مرداد ۱۳۶۰ (۳۰ سال)          | اف‌سی سیدنی                      |             |
| ۳۵                              | هادی ریشی اصفهانی               | ایران                           | دروازه‌بان                       | ۳۰ بهمن ۱۳۷۱ (۱۹ سال)           | سپاهان                          |             |
| خط دفاع                         |                                 |                                 |                                 |                                 |                                 |             |
| ۲                               | خسرو حیدری                      | ایران                           | هافبک راست، دفاع راست           | ۲۳ شهریور ۱۳۶۲ (۲۸ سال)         | سپاهان                          |             |
| ۳                               | جی‌لوید ساموئل                   | ترینیداد و توباگو               | دفاع چپ، هافبک دفاعی            | ۹ فروردین ۱۳۶۰ (۳۱ سال)         | بولتون واندررز                  |             |
| ۴                               | امیرحسین صادقی                  | ایران                           | دفاع وسط، دفاع جلوزن            | ۱۵ شهریور ۱۳۶۰ (۳۰ سال)         | تراکتورسازی                     |             |
| ۵                               | حنیف عمران‌زاده                  | ایران                           | دفاع وسط، دفاع جلوزن            | ۱۰ اردیبهشت ۱۳۶۴ (۲۷ سال)       | پاس همدان                       |             |
| ۱۲                              | حسن اشجاری                      | ایران                           | دفاع چپ، هافبک چپ               | ۱۰ مرداد ۱۳۵۸ (۳۳ سال)          | سپاهان                          |             |
| ۱۵                              | محمد انصاری                     | ایران                           | دفاع وسط، دفاع جلوزن            | ۱ مهر ۱۳۷۰ (۲۱ سال)             | جوانان استقلال                  |             |
| ۱۶                              | میثم حسینی                      | ایران                           | دفاع چپ، دفاع وسط               | ۱ فروردین ۱۳۶۸ (۲۳ سال)         | گسترش فولاد                     |             |
| ۱۸                              | هاشم بیک‌زاده                    | ایران                           | دفاع چپ، هافبک چپ               | ۲ بهمن ۱۳۶۲ (۲۸ سال)            | سپاهان                          |             |
| ۲۱                              | آرمن طماسیان زرنه               | ایران                           | مدافع                           | ۲۸ اسفند ۱۳۶۹ (۲۱ سال)          | پاس همدان                       |             |
| ۳۳                              | پژمان منتظری                    | ایران                           | دفاع وسط، دفاع جلوزن            | ۱۷ دی ۱۳۶۲ (۲۸ سال)             | فولاد اهواز                     |             |
| ۴۰                              | علی حمودی                       | ایران                           | دفاع راست، هافبک راست           | ۱ فروردین ۱۳۶۵ (۲۶ سال)         | فولاد اهواز                     |             |
| ———                             | مهدی شیری                       | ایران                           | دفاع راست                       | ۱۱ بهمن ۱۳۶۹ (۲۲ سال)           | نیروی زمینی تهران               |             |
| خط میانی                        |                                 |                                 |                                 |                                 |                                 |             |
| ۶                               | جواد نکونام                     | ایران                           | هافبک دفاعی، هافبک وسط          | ۱۵ مهر ۱۳۵۹ (۳۱ سال)            | اوساسونا                        |             |
| ۸                               | مجتبی جباری (کاپیتان دوم)       | ایران                           | هافبک وسط، هافبک هجومی          | ۱۶ خرداد ۱۳۶۲ (۲۹ سال)          | ابومسلم                         |             |
| ۱۴                              | کیانوش رحمتی                    | ایران                           | هافبک دفاعی، هافبک وسط          | ۲۷ شهریور ۱۳۵۷ (۳۳ سال)         | سایپا                           |             |
| ۱۷                              | میثم بائو                       | ایران                           | هافبک وسط، هافبک هجومی          | ۲۸ شهریور ۱۳۶۲ (۲۸ سال)         | شهرداری تبریز                   |             |
| ۲۸                              | مهران قاسمی                     | ایران                           | هافبک                           | ۲۰ آبان ۱۳۷۰ (۲۱ سال)           | استیل‌آذین                       |             |
| ۳۰                              | رودریگو توسی                    | برزیل                           | هافبک وسط، هافبک هجومی          | ۱۶ دی ۱۳۶۱ (۲۹ سال)             | تراکتورسازی                     |             |
| ۳۲                              | فریدون زندی                     | ایران                           | هافبک چپ، هافبک هجومی           | ۶ اردیبهشت ۱۳۵۸ (۳۳ سال)        | استیل‌آذین                       |             |
| ۳۷                              | فابیو جانواریو                  | برزیل                           | هافبک وسط، هافبک هجومی          | ۱۳ شهریور ۱۳۵۸ (۳۲ سال)         | سپاهان                          |             |
| ۳۸                              | ویسنته آرزه کاماچو              | بولیوی                          | هافبک هجومی                     | ۱ آذر ۱۳۶۴ (۲۷ سال)             | رویال شارلوا                    |             |
| ۳۹                              | بابک جباری                      | ایران                           | هافبک                           | ۲۱ آذر ۱۳۶۷ (۲۳ سال)            | جوانان استقلال                  |             |
| خط حمله                         |                                 |                                 |                                 |                                 |                                 |             |
| ۷                               | فرهاد مجیدی                     | ایران                           | هافبک هجومی، مهاجم              | ۱۳ خرداد ۱۳۵۵ (۳۶ سال)          | الغرافه                         |             |
| ۹                               | آرش برهانی                      | ایران                           | مهاجم نوک                       | ۲۳ شهریور ۱۳۶۲ (۲۸ سال)         | پاس تهران                       |             |
| ۱۰                              | میلاد میداوودی                  | ایران                           | مهاجم کنار، مهاجم نوک           | ۳۰ دی ۱۳۶۳ (۲۷ سال)             | استقلال اهواز                   |             |
| ۱۱                              | امین منوچهری                    | ایران                           | مهاجم نوک                       | ۱۷ بهمن ۱۳۶۴ (۲۶ سال)           | سایپا                           |             |
| ۱۹                              | عباس محمدرضایی                  | ایران                           | هافبک هجومی، مهاجم کنار         | ۱۸ شهریور ۱۳۶۱ (۳۰ سال)         | فجر سپاسی                       |             |
| ۲۰                              | سیاوش اکبرپور                   | ایران                           | هافبک هجومی، مهاجم کاذب         | ۱۱ فروردین ۱۳۶۲ (۲۹ سال)        | تراکتورسازی                     |             |
| ۲۴                              | فرزاد حاتمی                     | ایران                           | مهاجم                           | ۱۳ دی ۱۳۶۴ (۲۶ سال)             | تراکتورسازی                     |             |
| ۳۶                              | ایمان موسوی                     | ایران                           | مهاجم                           | ۱۶ بهمن ۱۳۶۷ (۲۳ سال)           | نفت تهران                       |             |
| ———                             | حجت چهارمحالی                   | ایران                           | مهاجم                           | ۵ فروردین ۱۳۶۸ (۲۳ سال)         | آزاد                            |             |

به‌روزرسانی: ۲۹ آذر ۱۳۹۱
- بازیکنانی که روی نام‌شان خط کشیده شده، در طول فصل از باشگاه جدا شده‌اند.

| پرسنل          | پرسنل            |
| -------------- | ---------------- |
| میرشاد ماجدی   | سرپرست           |
| امیر قلعه‌نویی  | سرمربی           |
| مجید صالح      | مربی             |
| ستار همدانی    | دستیار           |
| کریم بوستانی   | دستیار           |
| حمید بابازاده  | مربی دروازه‌بان‌ها |
| امیر حاجی‌قاسم  | مربی بدنساز      |
| ایمان عالمی    | مربی آنالیزور    |
| شاهرخ بیانی    | آنالیزور         |
| سیروس دین‌محمدی | آنالیزور         |
| نیما رسولی     | آنالیزور         |
| مدد جباری      | مدیر تدارکات     |
| حسین امانتی    | تدارکات          |

| مدیران و هیئت‌مدیره  | مدیران و هیئت‌مدیره        |
| ------------------- | ------------------------- |
| وزارت ورزش و جوانان | مالک                      |
| مقداد نجف‌نژاد       | رئیس هیئت مدیره           |
| امیدوار رضایی       | عضو هیئت مدیره            |
| احمد شهریاری        | عضو هیئت مدیره            |
| علی فتح‌الله‌زاده     | مدیرعامل و عضو هیئت مدیره |
| علی جباری           | مسئول کمیته پیشکسوتان     |
| منصور پورحیدری      | رئیس کمیته فنی            |
| اصغر حاجیلو         | رئیس آکادمی باشگاه        |
| امین نوروزی         | معاون پزشکی باشگاه        |
| محمد سررشته‌داری     | مدیر رسانه‌ای              |

| پشتیبانان مالی            | پشتیبانان مالی   |
| ------------------------- | ---------------- |
| وزارت ورزش و جوانان       | پشتیبان مالی     |
| سرمایه‌گذاری صدرا پاسارگاد | پشتیبان مالی     |
| بانک رفاه                 | پشتیبان مالی     |
| آل‌اشپورت                  | تأمین‌کنندهٔ پوشاک |

## پیش‌فصل و دوستانه

### پیش‌فصل
پس از معرفی امیر قلعه‌نویی به عنوان سرمربی، تمرینات آماده‌سازی تیم به زودی آغاز شد. نخستین تمرین پیش‌فصل استقلال در ۲۱ خرداد ۱۳۹۱ و در کمپ ناصر حجازی انجام گرفت. این نخستین حضور استقلال در این کمپ بعد از آماده شدن فاز اولیه ساخت این مجموعه بود. پس از حدود ۳ هفته تمرین در تهران و اضافه شدن بازیکنان تازه به خدمت گرفته‌شده به تمرین‌ها، استقلال از ۱۱ تیر برای برپایی اردویی ۱۰ روزه به کشور ترکیه سفر کرد. محل برگزاری اردو کمپ گرین پارک در ۱۰ کیلومتری استانبول بود. در این اردو استقلال سه دیدار تدارکاتی انجام داد. ابتدا روئرونیف کامرون را با ۷ گل شکست دادند، دربازی دوم برابر پیکان تهران ۲–۰ شکست خوردند و دربازی سوم به مصاف الازیگ اسپور ترکیه رفتند و ۴–۲ به پیروزی دست یافتند.
      برد
      مساوی
      باخت
| ۱۴ تیر ۱۳۹۱ دوستانه ۱ | استقلال تهران                       | ۷ – ۰ | روئرو نیف کامرون | ترکیه                  |
| ۱۹:۰۰                 | برهانی · بائو · منوچهری · عمران‌زاده | گزارش |                  | ورزشگاه: کمپ گرین پارک |

| ۱۷ تیر ۱۳۹۱ دوستانه ۲ | استقلال تهران | ۰ – ۲ | پیکان تهران           | ترکیه |
| ۱۹:۰۰                 |               | گزارش | آل‌کثیر ۵۰' · گشنی ۶۰' |       |

| ۲۰ تیر ۱۳۹۱ دوستانه ۳                                                | الازیغ‌اسپور           | ۲ – ۴ | استقلال تهران                                                                    | ترکیه |
| ۱۹:۰۰                                                                | ؟ ۷۵' · ؟ ؟' (پنالتی) | گزارش | میداوودی (نیمه اول) · میداوودی (نیمه دوم) · برهانی (نیمه دوم) · حیدری (نیمه دوم) |       |
| یادداشت: نیمه اول بازی با تک گل میداوودی به سود استقلال تمام شده بود |                       |       |                                                                                  |       |

### میان‌فصل
بعد از برگزاری بازی‌های هفتهٔ هفتم، لیگ برتر به دلیل برپا شدن اردوی تیم ملی فوتبال ایران برای رویارویی با لبنان در بازی‌های انتخابی جام جهانی ۲۰۱۴ برزیل بیش از دو هفته تعطیل شد. ۱۳ شهریور استقلال در یک بازی خیریه در مشهد به میدان رفت. این بازی برای گرامی‌داشت یاد جان‌باختگان زمین‌لرزه‌های آذربایجان شرقی و کمک به بازماندگان این واقعه برگزار گردید. پس از برگزاری بازی‌های هفته یازدهم لیگ برتر، دلیل برپا شدن اردوی تیم ملی فوتبال ایران برای رویارویی با کره‌جنوبی، بازی‌ها به مدت سه هفته تعطیل شد. پس از برگزاری هفتهٔ چهاردهم، بازی‌های لیگ برتر فوتبال ایران بار دیگر برای برپایی اردوی تیم ملی سه هفته تعطیل شد. تعطیلی‌های مداوم لیگ برای برگزاری اردوهای طولانی‌مدت، انتقادهای تعدادی از مربیان تیم‌های لیگ برتر را برانگیخت. قلعه‌نویی هم از منتقدان کارلوس کی‌روش در این زمینه بود.
| ۷ شهریور ۱۳۹۱ دوستانه ۴                            | استقلال تهران         | ۲ – ۲ | پارسه تهران                      | تهران                   |
|                                                    | توزی ۱۳' · برهانی ۶۵' | گزارش | امیرحسین هیپکچی ۱۰' · خرسندی ۷۹' | ورزشگاه: کمپ ناصر حجازی |
| یادداشت: هدایت تیم پارسه بر عهده مهدی پاشازاده بود |                       |       |                                  |                         |

| ۱۳ شهریور ۱۳۹۱ دوستانه ۵                              | ابومسلم مشهد | ۱ – ۲ | استقلال تهران        | تهران                                   |
| ۱۷:۳۰                                                 | رضاپور ۶۹'   | گزارش | توزی ۱' · برهانی ۶۳' | ورزشگاه: ثامن الائمه داور: محسن قهرمانی |
| یادداشت: دروازه‌بان استقلال در این بازی ویلیام ردی بود |              |       |                      |                                         |

| ۱۹ شهریور ۱۳۹۱ دوستانه ۶ | استقلال تهران | ۱ – ۱ | داماش گیلان | تهران                   |
| ۱۷:۳۰                    | منوچهری ۱۸'   | گزارش | چاووشی ۷۰'  | ورزشگاه: کمپ ناصر حجازی |

| ۱۴ مهر ۱۳۹۱ دوستانه ۷                                                      | هنرمندان ایران | ۰ – ۷ | استقلال تهران                                        | تهران                 |
| ۱۶:۰۰                                                                      |                | گزارش | منوچهری · برهانی · میداودی · صادقی · لامعی · صادقیان | ورزشگاه: آرارات تهران |
| یادداشت: این بازی یک دیدار خیرخواهانه به نفع بیماران آلزایمر و هموفیلی بود |                |       |                                                      |                       |

| ۲۱ مهر ۱۳۹۱ دوستانه ۸ | استقلال تهران | ۱ – ۰ | مس کرمان | تهران                   |
|                       | منوچهری ۲۳'   | گزارش |          | ورزشگاه: کمپ ناصر حجازی |

| ۲۱ آبان ۱۳۹۱ دوستانه ۹ | استقلال تهران | ۰ – ۰ | فجرسپاسی شیراز | تهران                   |
|                        |               | گزارش |                | ورزشگاه: کمپ ناصر حجازی |

| ۲۰ آذر ۱۳۹۱ دوستانه ۱۰ | پیکان تهران | ۱ – ۰ | استقلال تهران | تهران              |
| ۱۵:۰۰                  | وحدانی ۸۸'  | گزارش |               | ورزشگاه: پیکان شهر |

| ۱۶ بهمن ۱۳۹۱ دوستانه ۱۱                       | استقلال تهران                 | ۳ – ۰      | پیکان تهران | ترکیه                   |
| ۱۵:۱۵                                         | محمدرضایی ۵'، ۱۰' · موسوی ۵۰' | ایسنا فارس |             | ورزشگاه: کمپ ناصر حجازی |
| یادداشت: بازی در دو نیمه ۳۵ دقیقه‌ای برگزار شد |                               |            |             |                         |

## مرور فصل

### لیگ برتر

#### تابستان

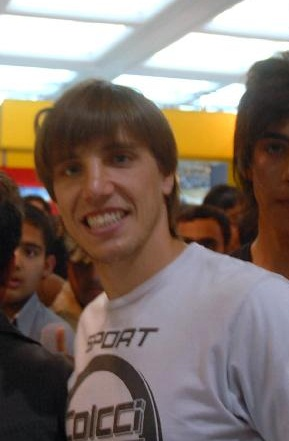
فابیو جانواریو در ابتدای فصل به استقلال بازگشت و نخستین گل استقلال در فصل را نیز او به ثمر رساند.

فصل ۹۲–۱۳۹۱ برای استقلال در شب ۳۰ تیر ۱۳۹۱ در دیدار خانگی با آلومینیوم هرمزگان، تیم تازه‌وارد به لیگ برتر، گشایش یافت. امیر قلعه‌نویی و اکبر میثاقیان سرمربیان هر دو تیم به دلیل جریمهٔ انضباطی به‌جامانده از فصل پیش، از نشستن بر روی نیمکت تیم‌های خود محروم بودند. این بازی با تک گل فابیو جانواریو که از شروع نیمهٔ دوم به میدان آمده بود، به سود استقلال به پایان رسید تا فصل برای آبی‌ها با پیروزی آغاز شود.
استقلال در هفتهٔ دوم به دیدار سایپای کرج رفت. این بازی نیز هم‌چون دیدار هفتهٔ نخست استقلال، چندان تماشاگرپسند نبود. سایپا در نیمهٔ دوم به گل رسید، سیاوش اکبرپور در دقیقهٔ ۸۱ توانست بازی را برابر کند اما تنها چند ثانیه بعد گل دوم سایپا به ثمر رسید. امیر قلعه‌نویی در این بازی هم از نشستن بر روی نیمکت استقلال محروم بود. در دقایق پایانی این مسابقه گروهی از تماشاگران استقلال که از وضعیت خط حملهٔ تیم ناخشنود بودند، به تشویق فرهاد مجیدی پرداختند. فرهاد مجیدی قرار بود در روز آخر نقل و انتقالات به استقلال بازگردد، اما به واسطهٔ تصمیماتی که پیرامون انتخاب کاپیتان استقلال در این فصل گرفته شد، از بازگشت به تیم خودداری کرد. شکست استقلال در هفتهٔ دوم این نظر را دوباره مطرح کرد که تیم‌های قلعه‌نویی همواره فصل را خوب شروع نمی‌کنند، اما رفته‌رفته اوج می‌گیرند.
شش روز بعد استقلال میزبان تیم بحران‌زدهٔ ذوب آهن بود و توانست با گل دیرهنگام امین منوچهری بازی را با پیروزی پشت سر بگذارد.
آبی‌پوشان در هفتهٔ چهارم برای نخستین بار در این فصل از تهران بیرون رفتند و در کرمان برابر تیم مس قرار گرفتند؛ یک دیدار کم‌حادثه که بدون گل به پایان رسید.
هفتهٔ پنجم استقلال در تهران میزبان ملوان بندر انزلی بود. ملوان در نیمهٔ نخست با گل محمد نزهتی پیش افتاد و تلاش استقلال برای جبران این گل در نیمهٔ دوم نتیجه داد. روی ضربهٔ ایستگاهی فریدون زندی، علی حمودی با یک ضربهٔ سر آرش برهانی را در دهانهٔ دروازه صاحب توپ کرد و بازی برابر شد. با وجود از دست رفتن دو امتیاز دیگر در دیدار با ملوان، تیم بازی بهتری را نسبت به هفته‌های گذشته به نمایش گذاشت.
سوم شهریور ۱۳۹۱ استقلال و پرسپولیس در چارچوب هفتهٔ ششم جام خلیج فارس به پیکار پرداختند. این هفتاد و پنجمین شهرآورد تهران بود. بر خلاف بازی‌های جذاب دو تیم در یکی دو فصل گذشته، این دیدار بسیار سرد و کسل‌کننده از کار درآمد و خطر چندانی دروازه‌ها را تهدید نکرد. دو تیم که با وجود خریدهای پرسروصدا در فصل نقل و انتقالات شروع خوبی در لیگ نداشتند و در هفته‌های نخست امتیازهای زیادی از دست داده بودند، بسیار بااحتیاط بازی می‌کردند و می‌خواستند به هیچ روی بازندهٔ این دیدار نباشند. این بازی در نهایت بدون گل به پایان رسید. هواداران هر دو تیم در نیمهٔ دوم به پرتاب سنگ، بطری و میوه به سوی بازیکنان تیم حریف پرداختند و بر اثر این حواشی، بازی چند بار توسط محسن ترکی، داور مسابقه، متوقف شد.
بازی هفتهٔ هفتم استقلال در برابر پیکان که قرار بود هفتم شهریور در تهران برگزار شود، به دلیل برگزاری یک گردهم‌آیی سیاسی و بنا به ملاحظات امنیتی به زمان دیگری موکول شد.
استقلال که در بازی‌های این فصل هنوز انتظارات را برآورده نکرده بود با انجام چند بازی دوستانه از تعطیلی بازی‌ها برای برگزاری اردوی تیم ملی برای آماده‌سازی بازیکنان به خوبی بهره برد و در بازگشت به لیگ، از بازی با راه‌آهن در هفتهٔ هشتم روی دور پیروزی افتاد. گل آرش برهانی روی پاس میثم حسینی در نیمهٔ نخست و گل میثم بائو در نیمهٔ دوم که روی یک حرکت انفرادی و شوت از پشت ۱۸ قدم به دست آمد، استقلال را ۲–۰ برنده کرد.
در هفتهٔ نهم استقلال در تهران میزبان تیم سخت‌کوش فجر سپاسی بود. سپاسی فصل را بسیار خوب شروع کرده بود و در رتبه‌های بالای جدول قرار داشت. دو تیم در پایان مسابقه به تساوی بدون گل رسیدند.

#### مهر و آبان
۵ مهر، استقلال در هفتهٔ دهم در آبادان به میدان رفت. صنعت نفت آبادان در این بازی با گلی زودهنگام در دقیقهٔ ۲ پیش افتاد اما در ادامه رودریگو توسی و فابیو جانواریو برای استقلال گل زدند و استقلال برندهٔ این بازی شد.
دو روز پس از مصاف آبادان، فرهاد مجیدی با انتشار نامه‌ای خطاب به هواداران استقلال، خداحافظی خود را از فوتبال اعلام کرد. مجیدی در این نامه نوشته بود از اینکه تشویق او در ورزشگاه عامل ناکامی استقلال وانمود می‌شود متأسف است. وی همچنین نوشته بود از آن‌جا که نمی‌خواهد پیراهن باشگاه دیگری غیر از استقلال را در ایران بر تن کند، و با توجه به اینکه راه بازگشت او به استقلال بسته شده است، ترجیح می‌دهد که از فوتبال خداحافظی کند. انتشار ناگهانی این نامه واکنش‌های موافق و مخالف بسیاری را نزد هواداران استقلال برانگیخت.
۱۰ مهر، استقلال در بازی خانگی برابر صبای قم قرار گرفت. صبا به‌تازگی صمد مرفاوی مربی پیشین استقلال را جایگزین یحیی گل‌محمدی بر روی نیمکت خود کرده بود. این بازی را استقلال با گل دقیقهٔ ۱ آرش برهانی با پیروزی پشت سر گذاشت.
صبح روز بعد از بازی با صبا، امیر قلعه‌نویی زانوی خود را مورد عمل جراحی قرار داد تا از درد کهنه‌ای که از دوران بازی‌کنی به همراه داشت، رهایی یابد. در همین روز و پس از عمل جراحی، سرمربی استقلال مادر خود را از دست داد و در شرایط تلخی قرار گرفت. بسیاری از مربیان، بازیکنان و مدیران فوتبال ایران برای تسلی دادن به قلعه‌نویی به خانهٔ او رفتند. از جملهٔ این افراد، فرهاد مجیدی بود که اختلافات به وجود آمده میان خود و قلعه‌نویی را وانهاد و به خانهٔ سرمربی استقلال رفت. این دیدار بخشی از کدورت‌ها را زدود و جو پُر تنشی را که بر روی سکوهای ورزشگاه آزادی و میان هواداران استقلال ایجاد شده بود، آرام کرد.
پس از تعطیلی مجدد لیگ برتر برای برگزاری بازی تیم ملی برابر کره جنوبی، بازی‌ها از سر گرفته شد و استقلال در چارچوب هفتهٔ دوازدهم، در تبریز برابر تراکتورسازی قرار گرفت و با دو گل بازی را واگذار کرد. این دومین شکست استقلال در این فصل بود. استقلال برای این بازی سرمربی خود را به دلیل بروز عفونت در زانوی جراحی‌شده‌اش به همراه نداشت. جواد نکونام به دلیل آسیب‌دیدگی در بازی تیم ملی در برابر کره جنوبی، و جانواریو و توسی به دلیل تأخیر در بازگشت به ایران بعد از مرخصی، از غایبان دیگر استقلال در این بازی بودند. استقلال تا پیش از این بازی برای ۱۶ سال در تبریز بی‌شکست مانده بود.

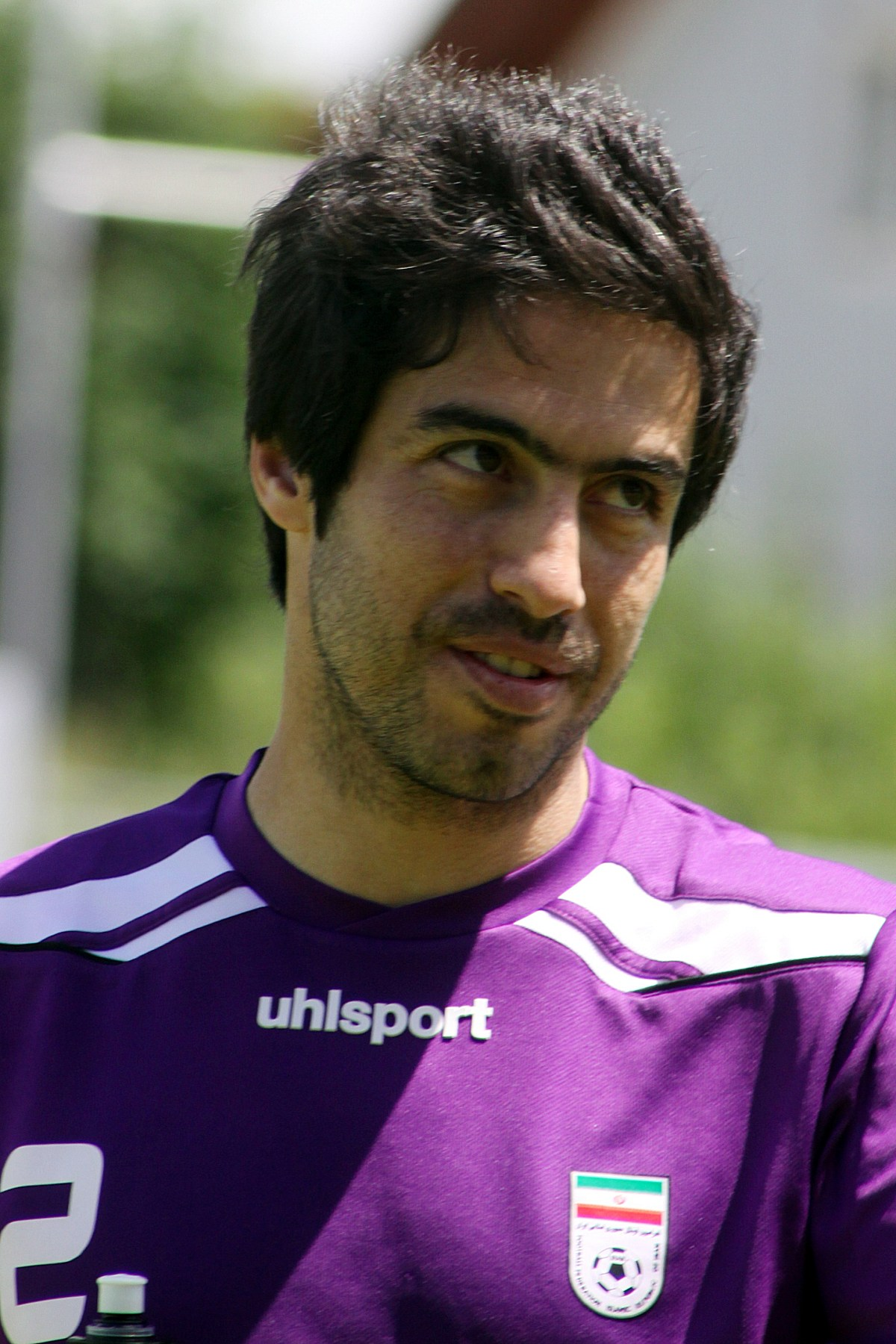
خسرو حیدری با گلزنی برابر سپاهان باعث شد تا استقلال بعد از یازده سال سپاهان را در اصفهان شکست دهد.

پس از بازی با تراکتورسازی، استقلال در آبان دوباره به روند پیروزی‌ها ادامه داد. ۴ آبان استقلال با نفت تهران یکی از بالانشینان جدول رده‌بندی جام خلیج فارس دیدار کرد. نفت در این بازی با گل یعقوب کریمی بازیکن پیشین استقلال، جلو افتاد. جی‌لوید ساموئل در نیمهٔ نخست این گل را پاسخ داد و آرش برهانی گل برتری استقلال را در نیمهٔ دوم وارد دروازه کرد. دو بازیکن نفت در ده دقیقهٔ پایانی بازی از داور کارت قرمز دریافت کردند. با این پیروزی استقلال به ردهٔ دوم جدول آمد که بهترین جایگاه این تیم تا هفتهٔ سیزدهم بود.
پنج روز بعد استقلال در چارچوب هفتهٔ چهاردهم برابر گهر دورود قرار گرفت. گهر در این بازی میزبان بود اما به دلیل آماده نشدن ورزشگاه این شهر مطابق با استاندارهای لیگ برتر، ناگزیر به بازی در ورزشگاه آزادی تهران شد. استقلال این بازی را با پیروزی ۲–۰ پشت سر گذاشت. جی‌لوید ساموئل که در آن هنگام زمزمه‌هایی پیرامون تعویض او با یکی از مهاجمان پرسپولیس شنیده می‌شد، برای دومین هفتهٔ پیاپی گل‌زنی کرد تا کادرفنی و دست‌اندرکاران باشگاه استقلال در مورد این انتقال دچار تردید جدی شوند. امیر قلعه‌نویی در این هفته‌ها با عصا در کنار زمین به هدایت استقلال می‌پرداخت. استقلال با اندوختن این سه امتیاز، با وجود یک بازی کمتر نسبت به تیم‌های دیگر، برای نخستین بار در این فصل به صدر جدول رده‌بندی لیگ برتر رسید. بعد از بازی‌های این هفته لیگ برتر بار دیگر برای برگزاری بازی تیم ملی تعطیل شد.
در این روزها فابیو جانواریو سرانجام به ایران بازگشت. او که به همراه رودریگو توسی برای مرخصی به برزیل رفته بود، به دلیل مشکلات مالی باشگاه با تأخیر فراوان به ایران بازگشت. پس از بازگشت نیز مشخص شد که وی در مدت حضور در برزیل به‌طور جدی آسیب دیده است.
چهار روز پس از بازی تیم ملی برابر ازبکستان، استقلال راهی اصفهان شد تا رودرروی سپاهان این شهر صف‌آرایی کند. سپاهان در جدول رده‌بندی با اختلاف اندکی در تعقیب استقلال بود و انگیزهٔ فراوانی برای پیروزی در این دیدار و گرفتن صدر جدول داشت. در دقیقهٔ ۱۵ این بازی توپ ساموئل پس از برخورد با دفاع حریف برابر خسرو حیدری افتاد و او با ضربه‌ای دقیق دروازه سپاهان را باز کرد. این گل تا پایان بازی از سوی خط دفاعی استقلال و مهدی رحمتی محافظت شد و استقلال این دیدار را با پیروزی پشت سر گذاشت. جواد نکونام در لحظات پایانی مسابقه با کارت قرمز سعید مظفری‌زاده روبه‌رو شد و استقلال ده نفره بازی را تمام کرد. این نخستین پیروزی استقلال در خانهٔ سپاهان پس از ۱۱ سال بود.

#### آذر و دی
دوم آذر، بازی عقب‌افتادهٔ هفتهٔ هفتم در برابر پیکان برگزار شد. استقلال با دو گلی که در نیمهٔ دوم به دست آورد، پیروز این دیدار معوقه شد و اختلاف خود را با نزدیک‌ترین تعقیب‌کننده‌اش در جدول لیگ به ۴ امتیاز رساند. استقلال از ۹ دیدار گذشته‌اش در لیگ برتر، ۷ دیدار را با پیروزی پشت سر گذاشته بود و بیش از هر چیز، نمایش مهدی رحمتی و خط دفاعی استقلال جالب توجه بود؛ ۱۵ بازی و ۷ گل خورده. در این ۱۵ هفته، استقلال ۱۰ دروازه‌بسته را ثبت کرده بود و بدون اینکه توپی از خط دروازه‌اش بگذرد، از زمین بیرون آمده بود.
با وجود این دستاوردها، استقلال در فاصلهٔ دو بازی مانده تا نیم‌فصل، بخش بزرگی از توان خود را از دست داده بود. فریدون زندی و رودریگو توسی به دلیل مشکلات مالی باشگاه جدا شده بودند، جانواریو با آسیب‌دیدگی جدی روبه‌رو شده بود، و مجتبی جباری و کیانوش رحمتی نیز که از فصل گذشته آسیب‌دیده بودند، بر خلاف آنچه پیش‌بینی می‌شد، هنوز به ترکیب تیم اضافه نشده بودند. همچنین نوید فریدی بازیکن میانی سابق جوانان سایپا و استقلال کیش که تازه از تیم مسافی امارات بازگشته بود توسط امیر قلعه نویی به استقلال دعوت شد. در این میان محرومیت‌ها و مصدومیت‌های کوتاه‌مدت هم به وخامت اوضاع می‌افزود و در بعضی از بازی‌ها تنها بازیکنان امید و جوانان استقلال بر روی نیمکت دیده می‌شدند. این کمبودها در دو بازی پایانی استقلال در نیم‌فصل نخست اثر خود را بر جای گذاشت؛ دو باخت پیاپی در برابر فولاد اهواز و داماش گیلان. این دو ناکامی سپاهان را در پایان نیم‌فصل لیگ برتر ایران، به صدر فرستاد و استقلال با امتیاز برابر و گل‌شماری کمتر، در ردهٔ دوم ایستاد. این بازی یک حاشیه ویژه هم داشت: حبیب رفعتی ساجدی، هوادار ۲۱ سالهٔ استقلال، پس از شکست تیمش در این بازی و هنگام بازگشت از ورزشگاه دچار حملهٔ قلبی شد و جان باخت. همچنین این بازی به دلیل لغو پرواز تهران به رشت با یک روز تأخیر برگزار شد و شب پیش از مسابقه، مدیران چند باشگاه لیگ برتری در رسانه‌ها و برنامه‌های تلویزیونی با متهم کردن استقلال به رایزنی برای تعویق یک روزهٔ بازی، حساسیت‌های فراوانی را پیرامون این دیدار ایجاد کرده بودند.
در تعطیلات کوتاه نیم‌فصل، استقلال با خریدهای تازه به بازیابی توان خود پرداخت. با توجه به مشکلات گلزنی تیم در نیم‌فصل نخست، خط حملهٔ استقلال بیشترین دگرگونی را داشت و از هفت بازیکن به خدمت گرفته شده در نیم‌فصل، شش بازیکن مهاجم یا هافبک هجومی بودند. از میان مهاجمان پیشین هم میداوودی و منوچهری از استقلال جدا شدند. در ساعت‌های پایانی ۲ دی پرسروصداترین انتقال نیم‌فصل ۹۲–۱۳۹۱ فوتبال ایران رخ داد و فرهاد مجیدی به استقلال آمد. در بارهٔ این انتقال در هفته‌های پیش از آن گمانه‌زنی‌های فراوانی شده بود و سرانجام در آخرین لحظات نقل و انتقالات نیم‌فصل قرارداد مجیدی ثبت شد. او که در ابتدای فصل به دلیل اختلافات‌اش با قلعه‌نویی نتوانسته بود به تیم ملحق شود، خداحافظی خود را از فوتبال اعلام کرده بود و ماه‌های گذشته را در کلاس‌های مربی‌گری در اروپا گذرانده بود. با این‌همه، درخواست هواداران استقلال از یک‌سو و حل شدن اختلافات میان قلعه‌نویی و مجیدی از سوی دیگر، باعث شد تا شمارهٔ ۷ آبی‌ها با قراردادی ۱۸ ماهه به استقلال بازگردد.
پس از دو بازی در جام حذفی، نیم‌فصل دوم لیگ برتر آغاز شد و استقلال با دو پیروزی برابر آلومینیوم در بندرعباس و سایپا در تهران، شکست‌های پایان نیم‌فصل نخست مسابقات را جبران کرد و به صدر جدول بازگشت. گل‌زنی بازیکنان تازه‌وارد در این دو بازی نیز ادامه یافت. در این روزها گفته می‌شد که با بازگشت فرهاد مجیدی، میان بازیکنان بزرگ باشگاه اختلاف‌هایی بر سر بازوبند کاپیتانی پیدا شده است. این شایعه‌ها از سوی هیچ‌یک از بازیکنان تأیید نشد. مهدی رحمتی که از ابتدای فصل کاپیتان بود، بازوبند را به مجتبی جباری سپرد و جباری نیز اعلام کرد که با بازگشت مجیدی، بازوبند را به او خواهد داد.
۱۶ دی استقلال در هوای سرد فولادشهر برابر ذوب آهن اصفهان به تساوی بدون گل رسید. ۲۵ دی استقلال میزبان مس کرمان در هفتهٔ بیست‌ویکم لیگ بود. آرش برهانی در نیمهٔ نخست روی پاس بلند مجتبی جباری که از زمین خودی فرستاده شده بود، با یک مهار سینه و ضربهٔ روی پا دروازهٔ مس را گشود. در نیمهٔ دوم مس توانست بازی را به تساوی بکشاند اما آرش برهانی بلافاصله گل دوم خود را به ثمر رساند و بازی دوباره به سود استقلال شد. فرهاد مجیدی نیز نخستین بازی خود را در این فصل برای استقلال انجام داد و در نیمهٔ دوم وارد زمین شد. آرش برهانی با دو گلی که در این بازی به ثمر رساند، شمار گل‌های رسمی خود با پیراهن استقلال را به عدد ۹۱ رساند و عنوان بهترین گلزن تاریخ باشگاه استقلال را از آن خود کرد. رکورد پیشین متعلق به علی جباری اسطورهٔ باشگاه بود که ۸۹ گل رسمی با پیراهن تاج به ثمر رسانده بود. پیش‌تر آرش برهانی با دو گلی که در بازی با سایپا در جام حذفی وارد دروازه حریف کرده بود با رکورد علی جباری برابری کرده بود و در بازی با مس از این حد نصاب عبور کرد. این رکورد بیش از سه دهه دست‌نخورده باقی‌مانده بود.
استقلال در هفتهٔ بیست‌ودوم در زمین تختی بندر انزلی برابر ملوان قرار گرفت که این بازی کم‌حادثه گلی را در برنداشت. این دیدار پیش از شهرآورد تهران برگزار می‌شد و بازیکنان استقلال نمایش آرام و محتاطانه‌ای داشتند.

#### بهمن و اسفند

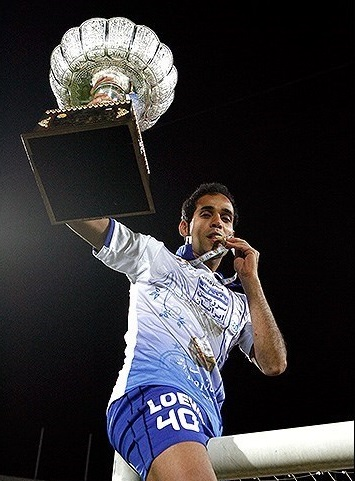
علی حمودی با ۳۵ بار ورود به میدان بعد از مهدی رحمتی دومین بازیکن رکورددار این فصل استقلال بود.

ششم بهمن استقلال به دیدار پرسپولیس رفت؛ شهرآورد هفتاد و ششم تهران که در چارچوب هفتهٔ بیست‌وسوم جام خلیج فارس برگزار می‌شد. این بازی نیز همچون دیدار رفت دو تیم کیفیت بالایی نداشت و دو تیم در پایان بدون رد و بدل شدن گلی از زمین بیرون آمدند. نمایش نه چندان دلچسب شهرآورد اعتراض تماشاگران و کارشناسان فوتبال را در پی داشت. امیر قلعه‌نویی پس از این دیدار شرایط استقلال در جدول رده‌بندی را از دلایل بازی محتاطانهٔ تیمش برشمرد. پیش از این دیدار تراکتورسازی با امتیاز برابر و گل‌شماری بهتر نسبت به استقلال صدر جدول را از آن خود کرده بود و استقلال با تساوی در شهرآورد صدر جدول را از این تیم پس گرفت.
چهار روز پس از شهرآورد تهران، استقلال در شهرآوردی کوچک‌تر به مصاف تیم پیکان رفت. دو تساوی پیاپی در لیگ موجب شده بود تا فاصله استقلال با تیم‌های تعقیب‌کننده‌اش کاهش پیدا کند؛ بنابراین استقلال به امتیازهای این دیدار نیاز داشت. تیم پیکان نتایج جالب توجهی در لیگ کسب نکرده بود و در رده‌های انتهایی جدول قرار داشت. پیش از این دیدار نیز فیروز کریمی جانشین عبدالله ویسی در این تیم شده بود. استقلال این بازی را در یک روز بارانی با سه گل به سود خود خاتمه داد. فرهاد مجیدی که در نیمهٔ دوم وارد زمین شده بود، گل سوم استقلال را به ثمر رساند. این نخستین گل مجیدی پس از بازگشت به استقلال بود. بازی‌های لیگ ۱۰ روز بعد و پس از دیدار تیم ملی ایران برابر لبنان، از سر گرفته شد. استقلال در تهران برابر راه‌آهن قرار گرفت. فرهاد مجیدی در این بازی نیز به گل‌زنی پرداخت و استقلال با تک گل او ۳ امتیاز این بازی را از آن خود کرد. در این بازی مجیدی در دقیقهٔ ۷۰ به زمین مسابقه آمد و تنها ۹ ثانیه پس از ورود به زمین، گل برتری استقلال را وارد دروازهٔ حریف کرد.
در هفتهٔ بیست‌وششم استقلال در حافظیهٔ شیراز میهمان سپاسی این شهر بود. نیمهٔ نخست این بازی با وجود بازی خوب تیم میزبان، با گلی که نکونام از روی نقطهٔ پنالتی به ثمر رساند، به سود استقلال پایان پذیرفت. آبی‌ها اما در نیمهٔ دوم جشنواره‌ای از گل به پا کردند و با چهار گل دیگر از فرزاد حاتمی (۲ گل)، سیاوش اکبرپور و آرش برهانی، بهترین پیروزی خود را در این فصل به ثبت رساندند. مجتبی جباری هم‌چنان در اوج آمادگی به سر می‌برد و دو گل روی پاس‌های او به دست آمد.
سوم اسفند استقلال در تهران میزبان نفت آبادان بود. در این بازی اخراج زودهنگام فرزاد حاتمی در نیمهٔ نخست، کار را برای استقلال دشوار کرد اما فرهاد مجیدی که هم‌چون بازی‌های گذشته در نیمهٔ دوم به بازی آمده بود، بار دیگر ناجی استقلال شد. گل اول استقلال با پاس فرهاد مجیدی و ضربهٔ تمام‌کنندهٔ پژمان منتظری به دست آمد. پس از آن نفت کار را به تساوی کشاند اما این نتیجه نهایی نبود و در دقایق پایانی مسابقه حرکت کنار خط مجتبی جباری در جناح چپ و سانتر دقیق او روی دروازه با حضور به موقع فرهاد مجیدی بر روی خط ۶ قدم نفت، به گل دوم استقلال انجامید تا استقلال با ۱۰ نفر یک پیروزی روحیه‌بخش به دست آورد.
چهاردهم اسفند استقلال در یک دیدار خارج از خانه در چهارچوب هفتهٔ بیست‌وهشتم لیگ ایران برابر صبای قم قرار گرفت. قلعه‌نویی در این بازی مجیدی، نکونام، اکبرپور، حاتمی و موسوی را به دلیل محرومیت یا آسیب‌دیدگی در اختیار نداشت. استقلال در نیمهٔ نخست این بازی با یک گل از میزبان خود عقب افتاد. تلاش بازیکنان برای جبران نتیجه در آخرین لحظات مسابقه نتیجه داد و آرش برهانی از روی نقطهٔ پنالتی گل مساوی را به ثمر رساند. استقلال با این یک امتیاز همچنان در صدر جدول باقی‌ماند.
با توجه به کم شدن فاصلهٔ تیم‌های تعقیب‌کننده با استقلال، دیدار هفتهٔ بیست‌ونهم برابر تراکتورسازی تبریز حساسیت فراوانی پیدا کرد. در این میان برخی اظهارنظرها بر میزان حساسیت این بازی افزود. از آن جمله، گفته‌های مدیر باشگاه تراکتورسازی بود که در آستانهٔ این بازی درخواست کرد تا نیمی از ورزشگاه خانگی استقلال به طرفداران تیم میهمان اختصاص داده شود. این درخواست اما با واکنش سریع باشگاه استقلال روبه‌رو شد و مدیر باشگاه استقلال اعلام کرد که بخش‌بندی سکوهای ورزشگاه خانگی استقلال در این دیدار، مطابق با قانون برگزاری مسابقات خواهد بود. فتح‌الله‌زاده یادآوری کرد که در بازی رفت لیگ برتر در تبریز، کمتر از ۱۰ درصد ورزشگاه به طرفداران استقلال اختصاص داده شده بود. ۱۸ اسفند دو تیم در ورزشگاه آزادی تهران رودرروی یک‌دیگر قرار گرفتند. استقلال پس از چند حمله، خسرو حیدری بازیکن تأثیرگذار خود را به دلیل آسیب‌دیدگی از دست داد. جواد نکونام که در این بازی روی نیمکت نشسته بود، در دقیقهٔ ۱۹ جایگزین حیدری شد. همین بازیکن در دقیقهٔ ۳۱ در شلوغی محوطهٔ جریمهٔ تراکتورسازی با یک ضربهٔ دقیق دروازه حریف را فرو ریخت. اتفاق بزرگ بازی پس از این گل، اخراج آرش برهانی در دقیقه ۴۰ بود که استقلال را ناگزیر کرد ۵۰ دقیقه با یک بازیکن کمتر به بازی ادامه دهد. در نیمهٔ دوم مسابقه مهدی رحمتی و خط دفاع استقلال نمایش کم‌اشتباهی داشتند و توانستند تا پایان بازی از گل برتری خود محافظت کنند. به این ترتیب فاصلهٔ استقلال و تراکتورسازی در صدر جدول به ۴ امتیاز رسید. یک روز پس از برگزاری این مسابقه، کمیتهٔ انضباطی فدراسیون فوتبال استقلال را به دلیل اعتراض هواداران به داور، به انجام یک دیدار بدون حضور تماشاگر محکوم کرد. همچنین آرش برهانی سه جلسه، و حنیف عمران‌زاده یک جلسه از همراهی استقلال در بازی‌های لیگ برتر محروم شدند. باشگاه استقلال حق اعتراض به این احکام را نداشت.
واپسین دیدار استقلال در سال ۱۳۹۱، بازی برابر نفت تهران در هفتهٔ سی‌ام جام خلیج فارس بود که در ۲۸ اسفند برگزار گردید. یک دیدار کم افت و خیز که با تساوی ۱−۱ به پایان رسید. در این هفته سپاهان با شکست دادن تراکتورسازی در تبریز به فاصلهٔ یک امتیازی استقلال رسید تا رقابت در صدر جدول دوباره با حرارت دنبال شود. در این هفته استقلال نمایش کم‌فروغی داشت و بازیکنان دوندگی لازم را نداشتند. قلعه‌نویی پس از پایان مسابقه فاصلهٔ اندک میان بازی‌ها را از دلایل خستگی تیمش برشمرد. به گفتهٔ او تعطیلی‌های مداوم لیگ برتر و برگزاری اردوهای بلندمدت تیم ملی در ابتدای فصل، باعث فشردگی مسابقات در انتهای فصل شده و باشگاه‌ها ناچار بودند هر چهار روز یک‌بار به میدان بروند. افزون بر این، مشکلات مالی باشگاه استقلال در این فصل نیز همچنان حل‌نشده باقی‌مانده بود. پس از این بازی مجتبی جباری و مهدی رحمتی نیز از مشکلات مالی شدیدی که باشگاه با آن دست‌به‌گریبان بود، سخن گفتند.

#### بهار

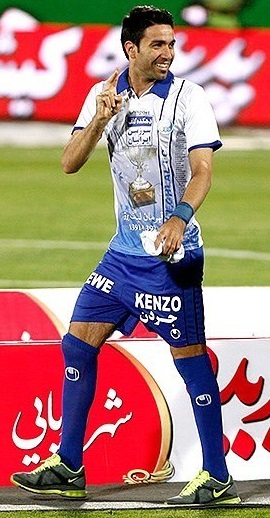
جواد نکونام با گلی که در بازی حساس استقلال مقابل تراکتورسازی زد باعث تثبیت صدرنشینی استقلال در جدول لیگ برتر شد.

فروردین ۱۳۹۲ ماه نبردهای پی‌درپی و توان‌فرسا برای استقلال بود. آبی‌ها از ۱۰ تا ۲۶ فروردین طی شانزده روز در پنج دیدار سنگین به میدان رفتند. از این پنج مسابقه، چهار بازی برابر سپاهان اصفهان و الهلال عربستان در جام حذفی، لیگ، و لیگ قهرمانان آسیا بود. پیش از این بازی‌ها ملی‌پوشان استقلال در اردوی تیم ملی نیز حضور یافته بودند. در این شرایط مدیر و سرمربی باشگاه انتقادهایی را نسبت به برگزاری فشردهٔ مسابقات بر زبان آوردند. امیر قلعه‌نویی به‌طور مشخص برنامه‌ریزی‌های کارلوس کی‌روش سرمربی تیم ملی را که منجر به تعطیلی‌های طولانی لیگ در ابتدای فصل و فشردگی مسابقات در پایان فصل شده بود، مورد انتقاد قرار می‌داد.
استقلال در برنامهٔ فشردهٔ مسابقات خود در لیگ برتر تا ۲۶ فروردین به فاصلهٔ هر سه روز یک بار به میدان رفت. نخست در ۲۳ فروردین استقلال در ورزشگاه خالی از تماشاگر آزادی تهران گهر دورود را با دو گل نکونام و آرزه از پیش رو برداشت. تماشاگران استقلال بنا به حکم کمیتهٔ انضباطی فدراسیون فوتبال که پس از بازی با تراکتورسازی صادر شده بود، از حضور در این بازی خانگی محروم بودند. سپاهان نزدیک‌ترین تعقیب‌کنندهٔ استقلال در آن هنگام بود. آن‌ها بازی هفتهٔ سی و یکم خود را در ۱۷ فروردین با پیروزی برابر نفت تهران به پایان برده بودند و در آستانهٔ دیدار مستقیم با استقلال صدر جدول را با یک بازی بیش‌تر در اختیار گرفته بودند. استقلال اما با پیروزی بر گهر پیش از بازی رودررو با سپاهان دوباره صدرنشین شد. قلعه‌نویی در این بازی به تعدادی از بازیکنان از جمله خسرو حیدری و مجتبی جباری استراحت داده بود.
تنها سه روز پس از بازی با گهر، استقلال در تهران برابر نزدیک‌ترین هماورد خود در راه دست‌یابی به جام خلیج فارس صف‌آرایی کرد. هفتاد هزار نفر از طرفداران استقلال برای میزبانی از سپاهان به ورزشگاه آزادی تهران رفته بودند و بازی با حملات پُردامنهٔ استقلال شروع شد و آبی‌ها تا دقیقهٔ ۳۵ چند بخت گل‌زنی را از دست دادند. در این دقیقه فرشید طالبی کارت زرد دوم را دریافت کرد و سپاهان در نیمهٔ نخست ۱۰ نفره شد. اما پس از ده نفره شدن سپاهان بازی متعادل شد و استقلال نتوانست به بازی هجومی خود را ادامه دهد. در عوض، سپاهان در دقیقهٔ ۶۵ روی یک ضد حمله به دروازهٔ مهدی رحمتی نزدیک شد. این ضد حمله با شوت محکم محرم نویدکیا کاپیتان سپاهان گل اول بازی را در پی داشت. پس از این گل استقلال حملاتی را آغاز کرد اما نمایش پُر شتاب و احساسی بازیکنان این تیم راه به جایی نبرد. اخراج ایمان موسوی در دقیقه ۸۷ کار را برای استقلال سخت کرد. بازی با برتری سپاهان رو به پایان بود که در دقیقهٔ ۳+۹۰ استقلال به گل رسید. تلاش بازیکنان استقلال توپ را در جناح چپ به عباس محمدرضایی رساند و او توپ را روی دروازه فرستاد و ایران‌نژاد مدافع سپاهان که در این صحنه تحت فشار قرار داشت، در دفع توپ دچار اشتباه شد و توپ دور از دستان شهاب گردان وارد دروازهٔ سپاهان گردید. با این نتیجه استقلال با یک امتیاز بیشتر از سپاهان در صدر جدول باقی‌ماند. اگر چه دیدار دشوار بیرون از خانهٔ استقلال در هفتهٔ سی‌وسوم در برابر فولاد خوزستان — که برای کسب سهمیهٔ آسیایی بسیار انگیزه داشت — موجب می‌شد تا سپاهان همچنان به لغزش استقلال امیدوار باشد. پس از این بازی استقلال دوباره به لیگ قهرمانان بازگشت. اما سپاهان که فینال جام حذفی را نیز در پیش داشت، با توجه به تصمیم سازمان لیگ برای اتمام مسابقات تا ۲۰ اردیبهشت، ناگزیر بود بازی هفتهٔ سی و سوم خود را زودتر از استقلال برگزار کند. آن‌ها ۳۰ فروردین در شهر رشت برابر داماش به میدان رفتند و بازی را با نتیجهٔ ۱−۲ به میزبان خود واگذار کردند. شکست سپاهان در رشت، استقلال را با یک امتیاز بیش‌تر و یک بازی کم‌تر نسبت به این تیم، در آستانهٔ قهرمانی قرار داد و استقلال با روحیه‌ای بالا راهی بازی‌های لیگ قهرمانان آسیا شد.
استقلال پس از بازگشت از بازی‌های لیگ قهرمانان آسیا در تهران و سپس در امارات، برای دیدار با فولاد در چهارچوب هفتهٔ سی و سوم راهی اهواز شد. با توجه به شرایط جدول رده‌بندی، کسب سه امتیاز از دو بازی باقی‌مانده استقلال را قهرمان لیگ می‌کرد. اعضای تیم پس از پیاده شدن از هواپیما به دلیل استقبال پُر شور هواداران خوزستانی در فرودگاه اهواز حبس شدند. پیش از این سفر پیش‌بینی شده بود که در خوزستان استقبال گرمی از استقلال به عمل آید. امیر قلعه‌نویی در گفتگوی رسانه‌ای پیش از بازی به این موضوع اشاره کرد که استقلال از بودن در اهواز احساس خوبی دارد. ۱۵ اردیبهشت، استقلال در ورزشگاه تختی شهر اهواز برابر فولاد قرار گرفت. این بازی هم‌زمان با دیدار پرسپولیس و سپاهان در فینال جام حذفی ایران برگزار می‌شد و چند شبکهٔ تلویزیونی ایران این دو بازی را پخش می‌کردند. در دقیقهٔ ۱۸ فرهاد مجیدی با پاس جی‌لوید ساموئل از سمت چپ به راه افتاد و پس از ورود به محوطهٔ جریمهٔ فولاد با برخورد به مهدی امیرآبادی مدافع فولاد به زمین افتاد. داور پنالتی اعلام کرد و جواد نکونام توپ را در خلاف جهت حرکت دروازه‌بان فولاد وارد دروازه کرد. فولاد که برای کسب سهمیهٔ لیگ قهرمانان آسیا به امتیازهای این بازی نیاز داشت، پس از دریافت گل به حمله آمد. در دقیقهٔ ۳۰ لوسیانو پریه‌را با خطای مهدی رحمتی سرنگون شد و فولاد نیز صاحب یک پنالتی در این بازی شد. این پنالتی برای فولاد حاصلی در برنداشت و شوت مهدی نوری از بالای دروازهٔ استقلال به بیرون رفت. فولاد در ادامهٔ بازی نیز چند بار دروازهٔ استقلال را با تهدید جدی روبه‌رو کرد اما مهدی رحمتی و خط دفاع استقلال همچون دیدارهای گذشته نمایش کم‌اشتباهی داشتند و از گل برتری خود به خوبی محافظت کردند. پای‌کوبی هواداران استقلال در ورزشگاه تختی اهواز با دمیده شدن سوت پایان بازی به اوج خود رسید. با اندوختن این ۳ امتیاز، شمار امتیازهای استقلال در لیگ برتر به عدد ۶۷ رسید که حد نصابی غیرقابل جبران برای تعقیب کنندگان بود؛ بنابراین، استقلال به فاصلهٔ یک هفته مانده به پایان دوازدهمین دورهٔ لیگ برتر فوتبال ایران به مقام قهرمانی رسید. ۵ روز بعد در ورزشگاه مملو از تماشاگر آزادی تهران، استقلال در آخرین هفتهٔ لیگ برابر داماش گیلان قرار گرفت و این بازی تشریفاتی را با نتیجهٔ ۱−۲ به حریف واگذار کرد. امیر قلعه‌نویی در این بازی به چند بازیکن خود از جمله منتظری، حیدری، ساموئل، بیک‌زاده و جباری استراحت داده بود تا برای بازی دور یک‌هشتم نهایی لیگ قهرمانان آسیا آماده باشند. در پایان بازی با داماش مراسم رسمی اهدای جام خلیج فارس به استقلال برگزار گردید و فرهاد مجیدی در میان جشن و پای‌کوبی ده‌ها هزار هوادار استقلال جام را بالای سر برد و با قهرمانی استقلال در جام خلیج فارس، پروندهٔ بازی‌های درون‌مرزی باشگاه در فصل ۹۲–۱۳۹۱ بسته شد.

### جام حذفی

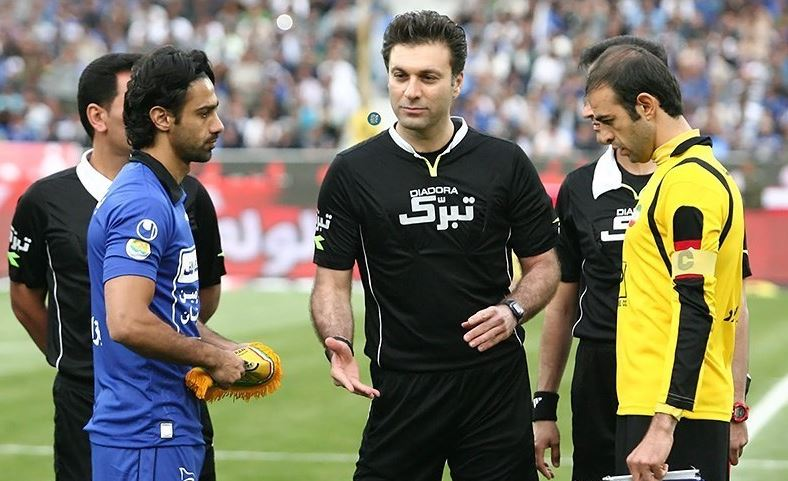
محرم نویدکیا کاپیتان سپاهان، سعید مظفری‌زاده داور وسط و فرهاد مجیدی کاپیتان استقلال پیش از دیدار دو تیم استقلال و سپاهان در مرحله نیمه‌نهایی جام حذفی ۹۲–۱۳۹۱.

در فاصلهٔ نیم‌فصل لیگ برتر، مسابقات جام حذفی فوتبال ایران آغاز شد. پیش‌تر گفته شده بود که جام حذفی به دلیل برنامهٔ فشردهٔ مسابقات لیگ و نیز مخالفت کارلوس کی‌روش مربی تیم ملی، برگزار نخواهد شد. سرانجام پافشاری باشگاه‌ها موجب شد تا جام حذفی هم‌چون سال‌های گذشته برگزار شود. استقلال که مدافع عنوان قهرمانی در این جام بود، جمعه ۲۴ آذر در دور یک شانزدهم نهایی مسابقات به دیدار سایپا رفت. بازی با برد پر گل استقلال همراه بود و بازیکنان تازه‌وارد باشگاه در این دیدار درخشیدند. گذشته از نمایش خوب عباس محمدرضایی، حسن اشجاری، فرزاد حاتمی و ویسنته آرزه، مجتبی جباری پس از ماه‌ها دوری به دلیل آسیب‌دیدگی در نیمهٔ دوم به میدان آمد و در پیروزی پر گل استقلال بسیار تأثیرگذار بود.
استقلال در دور یک‌هشتم پایانی جام حذفی به گهر دورود برخورد کرد. به حکم قرعه، گهر میزبان این بازی بود اما از آن‌جا که این باشگاه به دلیل نداشتن ورزشگاه استاندارد نتوانسته بود تا کنون دیدارهای لیگ برتر را میزبانی کند، در مورد میزبانی این دیدار حذفی در دورود هیاهوهای فراوانی به راه افتاد. استقلالی‌ها توان میزبان خود را برای برگزاری این بازی مورد تردید قرار دادند اما پافشاری گهر بر حق میزبانی خود، کاروان استقلال را با اتوبوس به لرستان فرستاد. یکم دی که قرار بود این بازی برگزار شود، بارش شدید باران زمین چمن دورود را غرق در آب کرد و بازی لغو شد. استقلال که در اراک اردو زده بود از راه زمینی به اراک بازگشت. تلاش مردم دورود که تا نیمه‌های شب برای آماده کردن زمین مسابقه در ورزشگاه مانده بودند، باعث شد تا فردا همه چیز برای برگزاری مسابقه آماده شود. استقلال این بازی را با تک گل ایمان موسوی تازه‌وارد با پیروزی پشت سر گذاشت.
بیستم دی آبی‌ها در چهارچوب دور یک‌چهارم پایانی جام حذفی ایران میزبان ابومسلم مشهد بودند. استقلال و ابومسلم در ابتدای فصل در یک بازی خیریه برابر هم قرار گرفته بودند و این دومین دیدار دو تیم در این فصل بود. ابومسلم آخرین بازماندهٔ لیگ دستهٔ یک در جام حذفی بود و تا پیش از این دیدار دو تیم لیگ برتری را حذف کرده بود. نیمهٔ نخست این بازی با گل ساموئل به سود استقلال پایان پذیرفت اما در نیمهٔ دوم استقلال حاکم میدان شد و با چهار گل دیگر بهترین پیروزی خود را در این فصل رقم زد. با این پیروزی استقلال به دور نیمه‌نهایی جام حذفی ایران راه یافت و حریف سپاهان اصفهان شد.
پس از بازی با نفت تهران در اواخر اسفند ۱۳۹۱، ملی‌پوشان استقلال نوروز را در اردوی ایران در امارات و کویت برای رویارویی با تیم ملی کویت در چارچوب بازی‌های مقدماتی جام ملت‌های آسیا گذراندند. ۶ فروردین در برابر کویت چهار بازیکن استقلال از ابتدا در ترکیب ایران بودند و سه نفر از آن‌ها تا پایان در زمین حضور داشتند. این بازیکنان در بازگشت به ایران فرصت تمرین با استقلال را نداشتند و پس از استراحتی کوتاه در دیدار حساس برابر سپاهان در نیمه نهایی جام حذفی در ۱۰ فروردین به میدان رفتند. دیداری که پس از تساوی ۱−۱ در ۹۰ دقیقه، به ماراتنی ۱۲۰ دقیقه‌ای تبدیل شد. در این بازی ابتدا سپاهان با اخراج طالبی مدافع خود ۱۰ نفره شد و سپس توسط خلعتبری به گل رسید. در نیمهٔ دوم خسرو حیدری در یک درگیری با خلعتبری کارت زرد دوم خود را دریافت کرد و از زمین اخراج شد. استقلال ثانیه‌هایی پس از ده نفره شدن درون شش قدم سپاهان حضور یافت و با ضربهٔ تمام‌کننده فرزاد حاتمی گل حریف را پاسخ داد. بازی با تساوی به پایان رسید و استقلال در ضربات پنالتی از رسیدن به دومین فینال پیاپی جام حذفی و دفاع از عنوان قهرمانی فصل گذشته خود بازماند. جباری، ساموئل، محمدرضایی و نکونام پنالتی‌های خود را گل کردند اما صادقی، مهدی رحمتی و حاتمی در ضربات خود ناکام ماندند.

### لیگ قهرمانان آسیا

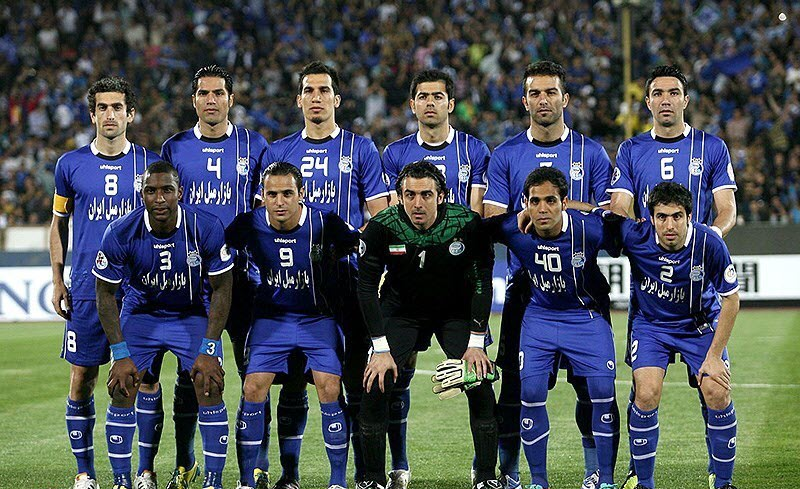
تیم استقلال در دیدار مقابل الهلال عربستان، مرحله گروهی لیگ قهرمانان آسیا ۲۰۱۳.

پس از هفتهٔ بیست و هفتم لیگ برتر، استقلال کار خود را در لیگ قهرمانان آسیا آغاز کرد و در نخستین بازی از مرحلهٔ گروهی رقابت‌ها، در قطر به مصاف الریان رفت. استقلال در این بازی سه بار از میزبان خود پیش افتاد اما هر سه بار برتری خود را از دست داد. خط دفاعی استقلال که در لیگ ایران با ۱۳ گل خورده در ۲۷ بازی، آمار بسیار خوبی را به جا گذاشته بود، در این بازی عملکرد پُر انتقادی داشت. بیست و سوم اسفند استقلال در لیگ قهرمانان آسیا میزبان العین امارات بود. استقلال در نیمهٔ نخست بازی نمایش خوبی نداشت اما در ادامه با به میدان آمدن فرهاد مجیدی و آرش برهانی بازی بهتری را ارائه داد. در دقیقه ۶۴ ارسال مواج مجتبی جباری را جی‌لوید ساموئل با یک ضربهٔ سر محکم وارد دروازهٔ العین نمود. فرهاد مجیدی در دقیقهٔ ۷۳ با پاس تو−در سیاوش اکبرپور راهی دروازه العین شد و با یک ضربهٔ زمینی اختلاف را دو برابر کرد. استقلال با این پیروزی به صدر جدول گروه D لیگ قهرمانان آسیا تکیه زد. در چهاردهم فروردین و تنها چهار روز پس از دیدار نفس‌گیر برابر سپاهان در چارچوب رقابت‌های جام حذفی، استقلال در ریاض عربستان برابر الهلال صف‌آرایی کرد. بازی با حملات تیم میزبان آغاز شد اما مهدی رحمتی و خط دفاع استقلال به خوبی ایستادگی کردند. الهلال سرانجام در دقیقه ۶۷ با یک ضربهٔ زمینی در محوطهٔ هجده قدم استقلال به گل رسید. پس از این گل استقلال تغییر آرایش یافت و با دو گل پیاپی در دقایق ۸۰ و ۸۵ واکنش نشان داد. نخست ارسال دقیق مجتبی جباری از روی یک ضربهٔ ایستگاهی با پرواز بلند منتظری و ضربهٔ سر تمام‌کننده او بازی را برابر کرد. پنج دقیقهٔ بعد مجتبی جباری بار دیگر در نقش سازندهٔ گل ظاهر شد و پاس تو−در او در پشت مدافعان الهلال به برهانی رسید. فرار برهانی گل دوم و برتری استقلال را در پی داشت. به این ترتیب استقلال در هفته‌ای که با ناکامی نمایندگان دیگر ایران، سپاهان و تراکتورسازی، برابر حریفان عربستانی همراه شده بود، با پیروزی در خانهٔ الهلال جایگاه خود را در صدر جدول گروه D لیگ قهرمانان استوارتر کرد.
شش روز بعد و در بیستم فروردین استقلال در تهران میزبان الهلال بود. این دیدار برای الهلال بسیار حیاتی بود چرا که با دو باخت در دور رفت مسابقات گروه D در آستانهٔ حذف از لیگ قهرمانان قرار داشت. بازی در نیمهٔ نخست به صورت پایاپای ادامه داشت تا اینکه در دقیقهٔ ۳۵ و روی چند اشتباه متوالی بازیکنان استقلال در دفع یک توپ بی‌خطر، مهاجم الهلال از فرصت به وجود آمده استفاده کرد و توپ را وارد دروازه مهدی رحمتی نمود. تلاش استقلال در ادامهٔ بازی برای جبران این گل حاصلی نداشت. بازی در نیمهٔ دوم بارها به دلیل زمین افتادن بازیکنان الهلال از جریان افتاد و متوقف شد. استقلال با وجود این شکست همچنان بالاتر از الهلال و العین در صدر گروه قرار داشت. تشویق فرهاد مجیدی در پایان این بازی واکنش تند قلعه‌نویی و تعدادی از بازیکنان را در پی داشت. مجیدی برای این بازی در فهرست ۱۸ نفره استقلال قرار نداشت. آبی‌ها در اوایل اردیبهشت دو شکست را به نمایندگان قطر و امارات تحمیل کردند تا در گروه خود در آسیا نیز به صدرنشینی ادامه دهند. نخست در ۳ اردیبهشت الریان قطر با سه گل فرهاد مجیدی، هاشم بیک‌زاده و آرش برهانی در ورزشگاه آزادی مغلوب استقلال شد. پس از آن استقلال در ۱۱ اردیبهشت در آخرین دیدار دور گروهی مسابقات برای تثبیت عنوان صدرنشینی خود به میدان رفت و توانست میزبان خود العین امارات را با گل جواد نکونام از روی نقطهٔ پنالتی شکست دهد. مهدی رحمتی در این دیدار نیز نمایش تحسین‌برانگیزی درون دروازه داشت. به این ترتیب استقلال با کسب چهار پیروزی، یک تساوی و یک شکست، به کار خود در دور گروهی بازی‌ها پایان داد، و از گروهی که سه قهرمان گذشتهٔ آسیا در آن حضور داشتند و پیش از آغاز مسابقات از آن به عنوان «گروه مرگ» یاد می‌شد، به عنوان تیم اول صعود کرد.
استقلال که به عنوان صدرنشین گروه D به مرحله یک‌هشتم نهایی راه یافته بود، باید برابر الشباب امارات تیم دوم گروه B مسابقات قرار می‌گرفت. بازی رفت در ۲۵ اردیبهشت در شهر دوبی برگزار شد. در این دیدار ابتدا الشباب در وقت اضافهٔ نیمهٔ نخست و بر خلاف جریان بازی به گل اول رسید. قهرمان ایران که این نتیجه را باور نداشت، در نیمهٔ دوم برای جبران به میدان آمد و در دقیقهٔ ۵۵ موفق شد به گل میزبان خود پاسخ دهد. شوت راه دور خسرو حیدری با دفع ناقص دروازه‌بان الشباب همراه شد و جی‌لوید ساموئل توپ برگشتی را درون دروازه جای داد. استقلال که برای شکست دادن الشباب در امارات بی‌تاب بود، به گل تساوی بسنده نکرد و پس از خلق چند موقعیت بر روی دروازهٔ حریف، سرانجام در دقیقه ۷۳ روی ارسال مواج خسرو حیدری از راست و ضربهٔ سر محکم جواد نکونام از حوالی نقطهٔ پنالتی به گل دوم رسید. ۷ دقیقهٔ بعد آبی‌پوشان با یک یورش همه‌جانبهٔ دیگر دروازهٔ الشباب را برای سومین بار گشودند. خسرو حیدری و علی حمودی از راست دفاع الشباب را پشت سر گذاشتند، توپ پس از چند رفت و برگشت در محوطهٔ هجده قدم حریف به فرهاد مجیدی رسید و او با ضربهٔ سر توپ را به قعر دروازه فرستاد. پس از آن الشباب روی یک ضربهٔ کرنر به گل دوم رسید. چهار دقیقه بعد و در دقیقه ۸۹، خسرو حیدری با یک ضربهٔ والی مهارناپذیر از پشت محوطهٔ جریمه دروازه الشباب را برای بار چهارم فرو ریخت. بازی با همین نتیجه به پایان رسید تا استقلال پیش از بازی برگشت در تهران بخت صعود خود به دور بعد مسابقات را بسیار افزایش داده باشد. ۱ خرداد ۱۳۹۲ بازی برگشت دور یک‌هشتم نهایی لیگ قهرمانان آسیا در ورزشگاه آزادی تهران برگزار گردید. با توجه به نتیجهٔ دیدار رفت این بازی حساسیت چندانی نداشت و استقلال نیز موقعیت‌های خطرناک زیادی روی دروازهٔ الشباب ایجاد نکرد. بازیکنان الشباب که بختی برای صعود خود از این مرحله متصور نبودند، در نیمهٔ دوم به بازی خشن روی آوردند و چند بار با خطاهای شدید بازی را به جنجال کشیدند. بازی بدون گل به پایان رسید، در حالی که گروه داوری مسابقه گل درست حنیف عمران‌زاده را به اشتباه آفساید اعلام کردند. این آخرین بازی استقلال در فصل ۹۲–۱۳۹۱ بود و بازی‌های دور یک چهارم نهایی لیگ قهرمانان آسیا ۲۰۱۳ به دلیل هم‌آهنگ نبودن تقویم مسابقات کنفدراسیون آسیا با لیگ ایران، در فصل بعد پیگیری می‌شد.

## مسابقات

### لیگ برتر
برد
      مساوی
      باخت
      عقب افتاده
| ۳۰ تیر ۱۳۹۱ ۱ | استقلال تهران            | ۱ – ۰ | آلومینیوم هرمزگان         | تهران                                 |
| ۲۲:۳۰         | جانواریو ۵۶' · عمران‌زاده | گزارش | شکوه مقام دانش دوست عسگری | ورزشگاه: آزادی تهران داور: احمد صالحی |

| ۴ مرداد ۱۳۹۱ ۲                                                                   | سایپا تهران            | ۲ – ۱ | استقلال تهران | تهران                                   |
| ۲۲:۳۰                                                                            | سبحانی ۶۴' · دقیقی ۸۲' | گزارش | اکبرپور ۸۱'   | ورزشگاه: آزادی تهران داور: علیرضا فغانی |
| یادداشت: امیر قلعه‌نویی سرمربی تیم استقلال به علت محرومیت بر روی نیمکت حضور نداشت |                        |       |               |                                         |

| ۱۰ مرداد ۱۳۹۱ ۳ | استقلال تهران         | ۱ – ۰ | ذوب‌آهن اصفهان | تهران                                |
| ۲۲:۳۰           | منوچهری ۸۴' · اکبرپور | گزارش | عشوری         | ورزشگاه: آزادی تهران داور: محسن ترکی |

| ۱۶ مرداد ۱۳۹۱ ۴ | مس کرمان                        | ۰ – ۰ | استقلال تهران    | کرمان                                 |
| ۲۲:۳۰           | جهانی عنایتی اسماعیل بیگی کاظمی | گزارش | برهانی عمران‌زاده | ورزشگاه: باهنر کرمان داور: احمد صالحی |

| ۲۹ مرداد ۱۳۹۱ ۵ | استقلال تهران               | ۱ – ۱ | ملوان انزلی                   | تهران                                  |
| ۲۱:۳۰           | برهانی ۷۲' · اکبرپور · زندی | گزارش | نزهتی ۲۳' · پاشنکو · حاج‌محمدی | ورزشگاه: آزادی تهران داور: تورج حق‌وردی |

| ۳ شهریور ۱۳۹۱ ۶ (دربی ۷۶) | پرسپولیس تهران | ۰ – ۰ | استقلال تهران     | تهران                                |
| ۱۸:۰۰                     | فشنگچی اولادی  | گزارش | اکبرپور عمران‌زاده | ورزشگاه: آزادی تهران داور: محسن ترکی |

| ۲۵ شهریور ۱۳۹۱ ۸                                                   | راه‌آهن تهران             | ۰ – ۲ | استقلال تهران               | تهران                                   |
| ۱۹:۴۵                                                              | آشوبی · مامانی · عبدی ۴۱ | گزارش | برهانی ۹' · بائو ۸۲' · زندی | ورزشگاه: آزادی تهران داور: علیرضا فغانی |
| یادداشت: مهدی رحمتی در دقیقه ۴۱ ضربه پنالتی بهادر عبدی را مهار کرد |                          |       |                             |                                         |

| ۳۱ شهریور ۱۳۹۱ ۹ | استقلال تهران | ۰ – ۰ | فجرسپاسی شیراز | تهران                                   |
|                  |               | گزارش |                | ورزشگاه: آزادی تهران داور: محسن قهرمانی |

| ۵ مهر ۱۳۹۱ ۱۰ | صنعت نفت آبادان | ۱ – ۲ | استقلال تهران                    | آبادان                               |
| ۱۸:۳۰         | نویدکیا ۲'      | گزارش | توزی ۳۵' · جانواریو ۵۸' · نکونام | ورزشگاه: تختی آبادان داور: محسن ترکی |

| ۱۰ مهر ۱۳۹۱ ۱۱                               | استقلال تهران     | ۱ – ۰ | صبای قم                 | تهران                                 |
| ۱۸:۱۵                                        | برهانی ۱' · صادقی | گزارش | لطفی حیدری نوری رضاییان | ورزشگاه: آزادی تهران داور: احمد صالحی |
| یادداشت: این گل در ثانیه ۵۵ بازی به ثمر رسید |                   |       |                         |                                       |

| ۲۹ مهر ۱۳۹۱ ۱۲                                         | تراکتورسازی تبریز                          | ۲ – ۰ | استقلال تهران | تبریز                                           |
| ۱۵:۰۰                                                  | لوپز ۳۹' · فخرالدینی ۱+۹۰' · نصرتی · کیانی | گزارش | عمران‌زاده     | ورزشگاه: یادگار امام تبریز داور: سعید مظفری‌زاده |
| یادداشت: امیر قلعه‌نویی همراه تیم استقلال به تبریز نرفت |                                            |       |               |                                                 |

| ۴ آبان ۱۳۹۱ ۱۳ | استقلال تهران                                      | ۲ – ۱ | نفت تهران                                 | تهران                                   |
| ۱۸:۰۰          | ساموئل ۲۲' · برهانی ۵۲' · بیک‌زاده · اکبرپور · بائو | گزارش | کریمی ۱۶' ۷۹ · موسوی '۴۳ · وریا غفوری '۸۰ | ورزشگاه: آزادی تهران داور: محسن قهرمانی |

| ۸ آبان ۱۳۹۱ ۱۴                                                                                              | گهر دورود | ۰ – ۲ | استقلال تهران                         | تهران                                  |
| ۱۷:۴۵ |           | گزارش | برهانی ۱۷' · ساموئل ۲۰' · منوچهری '۸۹ | ورزشگاه: آزادی تهران داور: تورج حق‌وردی |
| یادداشت: به علت آماده نبودن ورزشگاه تختی دورود این بازی به میزبانی تیم گهر در ورزشگاه آزادی تهران برگزار شد |           |       |                                       |                                        |

| ۲۸ آبان ۱۳۹۱ ۱۵ | سپاهان اصفهان       | ۰ – ۱ | استقلال تهران                                     | اصفهان                                  |
| ۱۵:۱۵           | احمدی خلعتبری '۱+۹۰ | گزارش | حیدری ۱۵' · صادقی '۷۳ · برهانی '۸۴ · نکونام '۱+۹۰ | ورزشگاه: فولاد شهر داور: سعید مظفری‌زاده |

| ۲ آذر ۱۳۹۱ ۷ | استقلال تهران                                  | ۲ – ۰ | پیکان تهران | تهران                                    |
| ۱۷:۳۰ | اکبرپور ۵۹' · میداوودی ۸۹' · حیدری · عمران‌زاده | گزارش |             | ورزشگاه: آزادی تهران داور: سعید بخشی‌زاده |
| یادداشت: این مسابقه در ابتدا برای ۷ شهریور ۱۳۹۱ برنامه‌ریزی شده‌بود، اما به دلیل برگزاری اجلاس سران جنبش عدم تعهد در تهران به تعویق افتاد. حنیف عمران‌زاده جزو بازیکنان نیمکت نشین استقلال بود که کارت زرد گرفت |                                                |       |             |                                          |

| ۸ آذر ۱۳۹۱ ۱۶ | استقلال تهران                    | ۲ – ۳ | فولاد خوزستان                     | تهران                                   |
| ۱۷:۳۰         | نکونام ۶۵' (پنالتی) · برهانی ۷۵' | گزارش | کرمی ۶۱' · افشین ۷۳' · جماعتی ۸۸' | ورزشگاه: آزادی تهران داور: محسن قهرمانی |

| ۱۴ آذر ۱۳۹۱ ۱۷ | داماش گیلان         | ۱ – ۰ | استقلال تهران                                           | تهران                             |
| ۱۵:۱۵          | حاجتی '۵۲ · کبه ۸۵' | گزارش | ساموئل '۱۸ '۳۹ · حیدری '۴۴ · منوچهری '۱+۴۵ · نکونام '۴۸ | ورزشگاه: عضدی رشت داور: محسن ترکی |

| ۶ دی ۱۳۹۱ ۱۸ | آلومینیوم هرمزگان | ۰ – ۲ | استقلال تهران         | بندرعباس                                      |
| ۱۵:۱۵        | تیغ نورد '۵۲      | گزارش | موسوی ۱۵' · حاتمی ۸۷' | ورزشگاه: خلیج فارس هرمزگان داور: علیرضا فغانی |

| ۱۱ دی ۱۳۹۱ ۱۹ | استقلال تهران              | ۱ – ۰ | سایپا تهران | تهران                                 |
| ۱۷:۳۰         | ساموئل '۱۶ · حاتمی ۵۳' '۸۴ | گزارش | شیری '۸۷    | ورزشگاه: آزادی تهران داور: احمد صالحی |

| ۱۶ دی ۱۳۹۱ ۲۰ | ذوب‌آهن اصفهان                   | ۰ – ۰ | استقلال تهران | اصفهان                              |
| ۱۷:۳۰         | بیاتی‌نیا '۵۷ فوفانا '۶۰ جراحکار | گزارش | عمران‌زاده     | ورزشگاه: فولادشهر داور: تورج حق‌وردی |

| ۲۵ دی ۱۳۹۱ ۲۱ | استقلال تهران                             | ۲ – ۱ | مس کرمان              | تهران                                |
| ۱۵:۰۰         | برهانی ۲۴'، ۵۷' · مجیدی '۸۹ · حیدری '۳+۹۰ | گزارش | باتیس '۳۴ · شجاعی ۵۶' | ورزشگاه: آزادی تهران داور: محسن ترکی |

| ۳۰ دی ۱۳۹۱ ۲۲ | ملوان انزلی                | ۰ – ۰ | استقلال تهران                    | انزلی                                     |
| ۱۵:۳۰         | عزت‌اللهی ۱۹' · رافخایی '۹۰ | گزارش | حاتمی '۲۳ ساموئل '۶۳ اکبرپور '۷۵ | ورزشگاه: تختی انزلی داور: یدالله جهانبازی |

| ۶ بهمن ۱۳۹۱ ۲۳ (دربی ۷۷) | استقلال تهران | ۰ – ۰ | پرسپولیس تهران | تهران                                   |
| ۱۵:۰۰                    |               | گزارش | حقیقی          | ورزشگاه: آزادی تهران داور: محسن قهرمانی |

| ۱۰ بهمن ۱۳۹۱ ۲۴ | پیکان تهران | ۰ – ۳ | استقلال تهران                        | تهران                                  |
| ۱۶:۵۰           |             | گزارش | آرزه ۱۹' · حاتمی ۶۱' · مجیدی ۷۷' '۷۸ | ورزشگاه: آزادی تهران داور: تورج حق‌وردی |

| ۲۰ بهمن ۱۳۹۱ ۲۵                                                                 | استقلال تهران | ۱ – ۰ | راه‌آهن تهران | تهران                                |
| ۱۷:۰۰                                                                           | مجیدی ۷۰' '؟  | گزارش | عبدی         | ورزشگاه: آزادی تهران داور: محسن ترکی |
| یادداشت: بهزاد غلامپور از کادر فنی تیم راه‌آهن در دقیقه ۸۷ از روی نیمکت اخراج شد |               |       |              |                                      |

| ۲۷ بهمن ۱۳۹۱ ۲۶ | فجرسپاسی شیراز | ۰ – ۵ | استقلال تهران                                                                  | شیراز                                |
| ۱۴:۳۰           | خلیل‌آزاد '۳۹   | گزارش | نکونام ۴۰' (پنالتی) · حاتمی ۵۰'، ۷۲' · اکبرپور ۶۵' · ساموئل '۶۹ · برهانی ۲+۹۰' | ورزشگاه: حافظیه داور: سعید مظفری‌زاده |

| ۳ اسفند ۱۳۹۱ ۲۷ | استقلال تهران                                                  | ۲ – ۱ | صنعت نفت آبادان                      | تهران                                   |
| ۱۹:۰۰           | حاتمی '۳۵ · منتظری ۷۵' · مجیدی ۸۷' · اکبرپور · اشجاری · نکونام | گزارش | مشکل‌پور ۷۸' · بغلانی · دهقانی · کعبی | ورزشگاه: آزادی تهران داور: علیرضا فغانی |

| ۱۴ اسفند ۱۳۹۱ ۲۸ | صبای قم                                                            | ۱ – ۱ | استقلال تهران                  | قم                                            |
| ۱۷:۲۵            | رزاقی‌راد ۲۹' · بختیاری‌زاده '؟ '۳+۹۰ · اسلامی · لک · نوری · رضاییان | گزارش | ساموئل · برهانی ۲+۹۰' (پنالتی) | ورزشگاه: یادگار امام قم داور: یدالله جهانبازی |

| ۱۸ اسفند ۱۳۹۱ ۲۹                                                            | استقلال تهران                                 | ۱ – ۰ | تراکتورسازی تبریز | تهران                                     |
| ۱۷:۳۰                                                                       | نکونام ۳۱' · برهانی '۴۰ · اکبرپور · عمران‌زاده | گزارش | دهنوی             | ورزشگاه: آزادی تهران داور: سعید مظفری‌زاده |
| یادداشت: حنیف عمران‌زاده جزو بازیکنان نیمکت‌نشین استقلال بود که کارت زرد گرفت |                                               |       |                   |                                           |

| ۲۸ اسفند ۱۳۹۱ ۳۰ | نفت تهران          | ۱ – ۱ | استقلال تهران        | تهران                                  |
| ۱۵:۳۰            | حاتمی ۱۶' · ساموئل | گزارش | نوروزی ۶۳' · مهرآزما | ورزشگاه: آزادی تهران داور: تورج حق‌وردی |

| ۲۳ فروردین ۱۳۹۲ ۳۱                                      | استقلال تهران                   | ۲ – ۰ | گهر دورود     | تهران                                |
| ۱۹:۰۰                                                   | نکونام ۲۸' · آرزه ۴۴' · بیک‌زاده | گزارش | قاسمی کاردوست | ورزشگاه: آزادی تهران داور: حسین زرگر |
| یادداشت: استقلال ار داشتن تماشاگر در این بازی محروم بود |                                 |       |               |                                      |

| ۲۶ فروردین ۱۳۹۲ ۳۲ | استقلال تهران                                          | ۱ – ۱ | سپاهان اصفهان                             | تهران                                     |
| ۱۹:۰۰              | صادقی '۴۵ · موسوی '۸۱ '۸۶ · ایران‌نژاد ۳+۹۰' (گل‌به‌خودی) | گزارش | طالبی '۱۲ '۳۵ · خلعتبری '۴۵ · نویدکیا ۶۵' | ورزشگاه: آزادی تهران داور: سعید مظفری‌زاده |

| ۱۵ اردیبهشت ۱۳۹۲ ۳۳ | فولاد خوزستان                    | ۰ – ۱ | استقلال تهران               | اهواز                               |
| ۱۸:۰۰               | نوری ۳۰ · کرمی · افشین · کلانتری | گزارش | نکونام ۲۰' (پنالتی) · رحمتی | ورزشگاه: تختی اهواز داور: محسن ترکی |

| ۲۰ اردیهشت ۱۳۹۲ ۳۴ | استقلال تهران          | ۱ – ۲ | داماش گیلان                                           | تهران                                    |
| ۱۸:۱۵              | اشجاری ۳۱' · عمران‌زاده | گزارش | مهدوی ۶۷' · ابراهیمی ۷۹' · حاجی‌زاده · حلافی · جهانبخش | ورزشگاه: آزادی تهران داور: اشکان خورشیدی |

منبع

#### جایگاه در جدول
| رتبه | تیم         | بازی | برد | مساوی | باخت | گل زده | گل خورده | گل تفاضل | امتیاز | صعود یا سقوط                               |
| ---- | ----------- | ---- | --- | ----- | ---- | ------ | -------- | -------- | ------ | ------------------------------------------ |
| ۱    | استقلال     | ۳۴   | ۱۹  | ۱۰    | ۵    | ۴۲     | ۱۸       | ۲۴+      | ۶۷     | صعود به مرحله گروهی لیگ قهرمانان آسیا ۲۰۱۴ |
| ۲    | تراکتورسازی | ۳۴   | ۱۸  | ۱۱    | ۵    | ۵۵     | ۳۲       | ۲۳+      | ۶۵     | صعود به مرحله گروهی لیگ قهرمانان آسیا ۲۰۱۴ |
| ۳    | سپاهان      | ۳۴   | ۱۹  | ۷     | ۸    | ۶۰     | ۳۳       | ۲۷+      | ۶۴     | صعود به مرحله گروهی لیگ قهرمانان آسیا ۲۰۱۴ |
| ۴    | فولاد       | ۳۴   | ۱۴  | ۱۴    | ۶    | ۵۲     | ۳۵       | ۱۷+      | ۵۶     | صعود به مرحله گروهی لیگ قهرمانان آسیا ۲۰۱۴ |
| ۵    | نفت تهران   | ۳۴   | ۱۴  | ۱۳    | ۷    | ۴۲     | ۲۹       | ۱۳+      | ۵۵     |                                            |

#### دستاوردهای هر هفته
| هفته    | ۱ | ۲ | ۳ | ۴ | ۵ | ۶  | ۷ | ۸ | ۹ | ۱۰ | ۱۱ | ۱۲ | ۱۳ | ۱۴ | ۱۵ | ۷ | ۱۶ | ۱۷ | ۱۸ | ۱۹ | ۲۰ | ۲۱ | ۲۲ | ۲۳ | ۲۴ | ۲۵ | ۲۶ | ۲۷ | ۲۸ | ۲۹ | ۳۰ | ۳۱ | ۳۲ | ۳۳ | ۳۴ |
| ------- | - | - | - | - | - | -- | - | - | - | -- | -- | -- | -- | -- | -- | - | -- | -- | -- | -- | -- | -- | -- | -- | -- | -- | -- | -- | -- | -- | -- | -- | -- | -- | -- |
| زمین    | خ | ب | خ | ب | خ | ب  | خ | ب | خ | ب  | خ  | ب  | خ  | ب  | ب  | خ | خ  | ب  | ب  | خ  | ب  | خ  | ب  | خ  | ب  | خ  | ب  | خ  | ب  | خ  | ب  | خ  | خ  | ب  | خ  |
| دستاورد | پ | ش | پ | م | م | م  | ع | پ | م | پ  | پ  | ش  | پ  | پ  | پ  | پ | ش  | ش  | پ  | پ  | م  | پ  | م  | م  | پ  | پ  | پ  | پ  | م  | پ  | م  | پ  | م  | پ  | ش  |
| جایگاه  | ۳ | ۹ | ۵ | ۸ | ۹ | ۱۰ |   | ۹ | ۸ | ۶  | ۴  | ۵  | ۲  | ۱  | ۱  | ۱ | ۱  | ۲  | ۱  | ۱  | ۱  | ۱  | ۱  | ۱  | ۱  | ۱  | ۱  | ۱  | ۱  | ۱  | ۱  | ۱  | ۱  | ۱  | ۱  |

منبع: بازی‌ها
زمین: خ = خانه؛ ب = بیرون از خانه. دستاورد: پ = پیروزی؛ م = مساوی؛ ش = شکست؛ ع = معوق.

### جام حذفی
برد
      مساوی
      باخت
| ۲۴ آذر ۱۳۹۱ ۱٫۱۶ نهایی | استقلال تهران                            | ۴ – ۰ | سایپا تهران                            | تهران                                  |
| ۱۶:۱۵                  | برهانی ۴۶'، ۶۶' · حاتمی ۶۴' · آرزه ۲+۹۰' | گزارش | رضایی '؟ '۴۰ · غلام‌نژاد · خوزه · صادقی | ورزشگاه: آزادی تهران داور: تورج حق‌وردی |

| ۲ دی ۱۳۹۱ ۱٫۸ نهایی | گهر دورود | ۰ – ۱ | استقلال تهران     | دورود                                     |
| ۱۳:۳۰               |           | گزارش | موسوی ۶۶' · حیدری | ورزشگاه: تختی دورود داور: یدالله جهانبازی |

| ۲۰ دی ۱۳۹۱ ۱٫۴ نهایی | استقلال تهران                                                                           | ۵ – ۰ | ابومسلم خراسان                  | تهران                                    |
| ۱۶:۳۰                | صادقی '۱۵ · ساموئل ۲۵' · حاتمی ۴۶'، ۶۵' · نکونام ۶۳' (پنالتی) · منتظری ۷۶' · آرزه '۱+۹۰ | گزارش | حق‌دوست '۴۲ حمیدی '۶۲ رضاپور '۷۴ | ورزشگاه: آزادی تهران داور: البرز حاجی‌پور |

| ۱۰ فروردین ۱۳۹۲ نیمه‌نهایی                                   | استقلال تهران                                                  | ۱ – ۱ (۴ – ۵ پنالتی)                                               | سپاهان اصفهان                           | تهران                                   |
| ۱۷:۰۰                                                       | حیدری '۹ '۶۳ · برهانی '۱۳ · حاتمی ۶۴' · مجیدی '۶۶ · نکونام '۷۴ | گزارش                                                              | طالبی '۲۶ · خلعتبری ۴۲' '۶۳ · بولکو '۹۱ | ورزشگاه: آزادی تهران داور: علیرضا فغانی |
|                                                             | ضربات پنالتی                                                   |                                                                    |                                         |                                         |
| جباری · ساموئل · محمدرضایی · صادقی · نکونام · رحمتی · حاتمی |                                                                | بولکو · ابراهیمی · خلعتبری · حاج‌صفی · جمشیدیان · ایران‌نژاد · سوشاک |                                         |                                         |

منبع: وبگاه جام حذفی

### لیگ قهرمانان آسیا

#### مرحله گروهی
برد
      مساوی
      باخت
| ۹ اسفند ۱۳۹۱ ۱ | الریان                                                                                             | ۳ – ۳ | استقلال                                                       | قطر، ریان                                  |
| ۱۸:۵۰          | تاباتا ۳۷' (پنالتی) · عمران‌زاده ۵۸' (گل‌به‌خودی) · آلوارو فرناندز '۸۳ · نیلمار ۸۷' · علاءالدین '۵+۹۰ |       | ساموئل ۲۷' · اکبرپور '۳۱ · برهانی ۱+۴۵' · نکونام ۸۶' (پنالتی) | ورزشگاه: احمد بن علی داور: بنجامین ویلیامز |

| ۲۳ اسفند ۱۳۹۱ ۲ | استقلال                            | ۲ – ۰ | العین                    | ایران، تهران                               |
| ۱۹:۰۰           | صادقی '۴۱ · ساموئل ۶۴' · مجیدی ۷۳' |       | اکوکو '۵۱ عبدالرحمان '۷۷ | ورزشگاه: آزادی تهران داور: والنتین کوالنکو |

| ۱۴ فروردین ۱۳۹۲ ۳ | الهلال                                               | ۱ – ۲ | استقلال                                               | عربستان، ریاض                           |
| ۲۲:۱۰             | القحطانی '۳۶ · الزوری '۴۸ · الدوساری ۶۷' · اوزیا '۷۱ |       | موسوی '۷ · منتظری '۵۳ ۸۰' · برهانی ۸۵' · نکونام '۴+۹۰ | ورزشگاه: فیصل بن فهد داور: نواف شکرالله |

| ۲۰ فروردین ۱۳۹۲ ۴ | استقلال                         | ۰ – ۱ | الهلال                           | ایران، تهران                         |
| ۲۱:۰۰             | صادقی '۳۸ حاتمی '۷۰ اکبرپور '۷۶ |       | عابد ۳۵' · البیشی · الدوساری '۸۸ | ورزشگاه: آزادی تهران داور: عبدل بشیر |

| ۳ اردیبهشت ۱۳۹۲ ۵ | استقلال                                            | ۳ – ۰ | الریان                                                    | ایران، تهران                          |
| ۲۱:۰۰             | مجیدی ۴۵' · بیک‌زاده ۷۳' · رحمتی '۷۵ · برهانی ۱+۹۰' |       | تاباتا '۲۶ · هارون '۳۱ · گوما '۷۵ · عبدالکریم العلی '۴+۹۰ | ورزشگاه: آزادی تهران داور: آندره حداد |

| ۱۱ اردیبهشت ۱۳۹۲ ۶ | العین                     | ۰ – ۱ | استقلال                           | امارت، العین                             |
| ۲۰:۲۰              | هلال سعید '۵۲ اسماعیل '۷۹ |       | بیک‌زاده '۲۱ · نکونام ۸۰' (پنالتی) | ورزشگاه: طحنون بن محمد داور: ماساکی توما |

#### جدول گروه D و نتایج گروه
| باشگاه  | بازی | برد | مساوی | باخت | زده | خورده | تفاضل | امتیاز |
| ------- | ---- | --- | ----- | ---- | --- | ----- | ----- | ------ |
| استقلال | ۶    | ۴   | ۱     | ۱    | ۱۱  | ۵     | ۶+    | ۱۳     |
| الهلال  | ۶    | ۴   | ۰     | ۲    | ۱۰  | ۶     | ۴+    | ۱۲     |
| العین   | ۶    | ۲   | ۰     | ۴    | ۶   | ۹     | ۳−    | ۶      |
| الریان  | ۶    | ۱   | ۱     | ۴    | ۷   | ۱۴    | ۷−    | ۴      |

|         | استقلال | الهلال | العین | الریان |
| ------- | ------- | ------ | ----- | ------ |
| استقلال | —       | ۱–۰    | ۲–۰   | ۰–۳    |
| الهلال  | ۲–۱     | —      | ۰–۲   | ۱–۳    |
| العین   | ۱–۰     | ۱–۳    | —     | ۲–۱    |
| الریان  | ۳–۳     | ۲–۰    | ۲–۱   | —      |

منبع

#### مرحله حذفی
| ۲۵ اردیبهشت ۱۳۹۲ ۱/۸ نهایی | الشباب                                            | ۲ – ۴ | استقلال                                                                   | امارت، دبی                                   |
| ۲۰:۱۰                      | لوئیز هنریکه ۲+۴۵' '۶۲ · ادگار ۸۵' · الحمدی '۲+۹۰ |       | حمودی · ساموئل ۵۵' '۲+۹۰ · نکونام ۷۳' · حاتمی '۷۹ · مجیدی ۸۰' · حیدری ۸۹' | ورزشگاه: مکتوم بن راشد داور: یوییچی نیشیمورا |

## آمار

### عملکرد کلی تیم در فصل
منبع: رقابت‌ها

### دستاوردها در لیگ برتر در خانه و بیرون

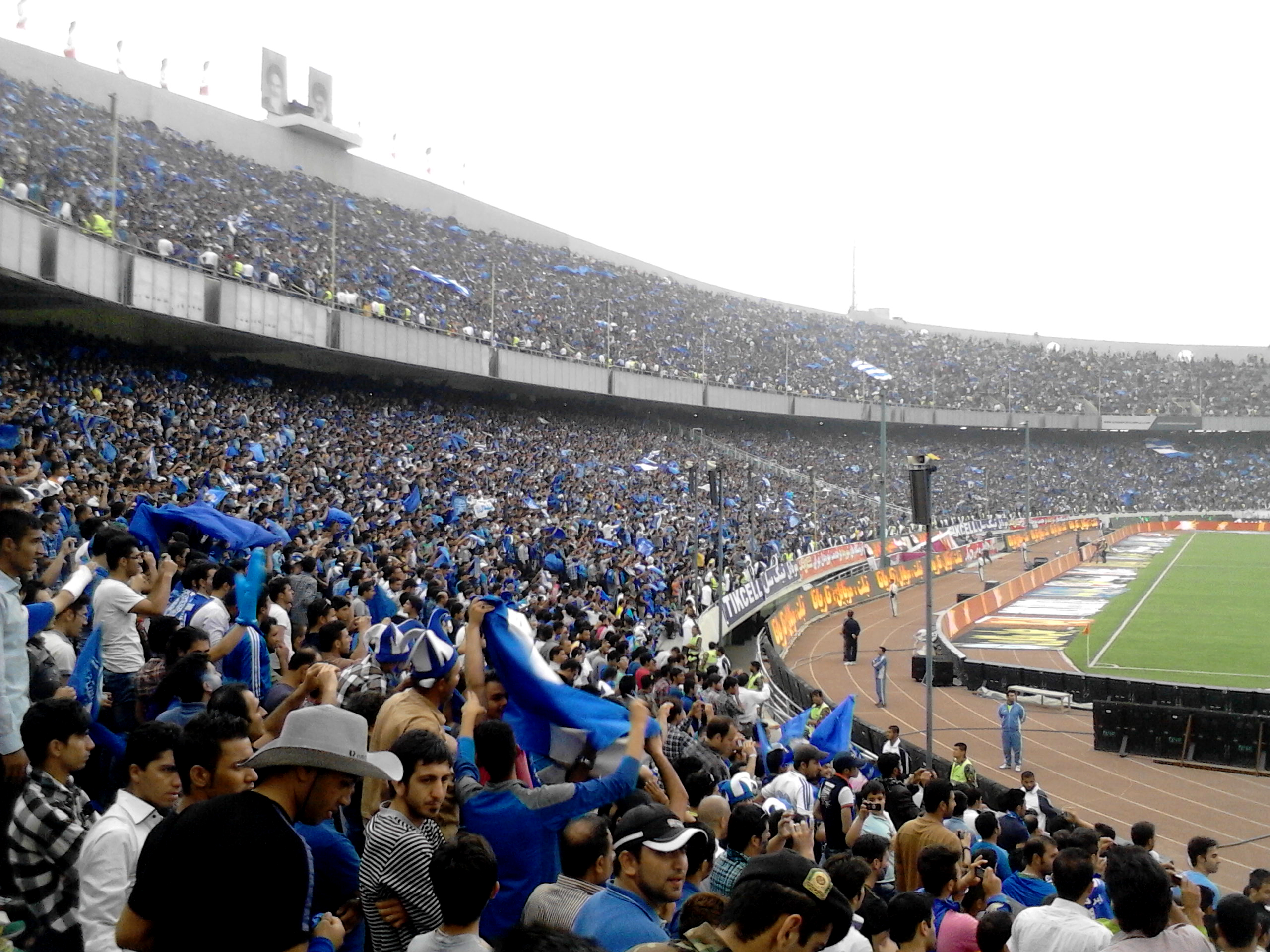
بازی استقلال در مقابل پگاه گیلان در آخرین هفته لیگ برتر که با جشن قهرمانی استقلال همراه بود پرتماشاگرترین بازی آن فصل استقلال شد.

| مجموع | مجموع  | مجموع | مجموع | مجموع | مجموع | مجموع | مجموع | خانه | خانه | خانه | خانه | خانه | خانه | مهمان | مهمان | مهمان | مهمان | مهمان | مهمان |
| بازی  | امتیاز | پ     | ت     | ش     | گ‌ز    | گ‌خ    | ت‌گ    | پ    | ت    | ش    | گ‌ز   | گ‌خ   | ت‌گ   | پ     | ت     | ش     | گ‌ز    | گ‌خ    | ت‌گ    |
| ----- | ------ | ----- | ----- | ----- | ----- | ----- | ----- | ---- | ---- | ---- | ---- | ---- | ---- | ----- | ----- | ----- | ----- | ----- | ----- |
| ۳۴    | ۶۷     | ۱۹    | ۱۰    | ۵     | ۴۲    | ۱۸    | ۲۴+   | ۱۱   | ۴    | ۲    | ۲۱   | ۱۰   | ۱۱+  | ۸     | ۶     | ۳     | ۲۱    | ۸     | ۱۳+   |

آخرین بروزرسانی: پایان فصل

منبع: IPLstats Home
IPLstats Away

پ = پیروزی؛ ت = تساوی؛ ش = شکست؛ گ‌ز = گل زده؛ گ‌خ = گل خورده؛ ت‌گ = تفاضل گل

| نتایج استقلال در لیگ برتر بر اساس ورزشگاه‌های میزبان و مهمان | نتایج استقلال در لیگ برتر بر اساس ورزشگاه‌های میزبان و مهمان | نتایج استقلال در لیگ برتر بر اساس ورزشگاه‌های میزبان و مهمان | نتایج استقلال در لیگ برتر بر اساس ورزشگاه‌های میزبان و مهمان | نتایج استقلال در لیگ برتر بر اساس ورزشگاه‌های میزبان و مهمان | نتایج استقلال در لیگ برتر بر اساس ورزشگاه‌های میزبان و مهمان | نتایج استقلال در لیگ برتر بر اساس ورزشگاه‌های میزبان و مهمان | نتایج استقلال در لیگ برتر بر اساس ورزشگاه‌های میزبان و مهمان | نتایج استقلال در لیگ برتر بر اساس ورزشگاه‌های میزبان و مهمان |
|                                                             | بازی                                                        | برد                                                         | مساوی                                                       | شکست                                                        | زده                                                         | خورده                                                       | تفاضل                                                       | امتیاز                                                      |
| ----------------------------------------------------------- | ----------------------------------------------------------- | ----------------------------------------------------------- | ----------------------------------------------------------- | ----------------------------------------------------------- | ----------------------------------------------------------- | ----------------------------------------------------------- | ----------------------------------------------------------- | ----------------------------------------------------------- |
| در ورزشگاه آزادی                                            | ۲۳                                                          | ۱۴                                                          | ۶                                                           | ۳                                                           | ۳۰                                                          | ۱۳                                                          | ۱۷+                                                         | ۴۸                                                          |
| در ورزشگاه‌های دیگر                                          | ۱۱                                                          | ۵                                                           | ۴                                                           | ۲                                                           | ۱۲                                                          | ۵                                                           | ۷+                                                          | ۱۹                                                          |

### نمایش بازیکنان

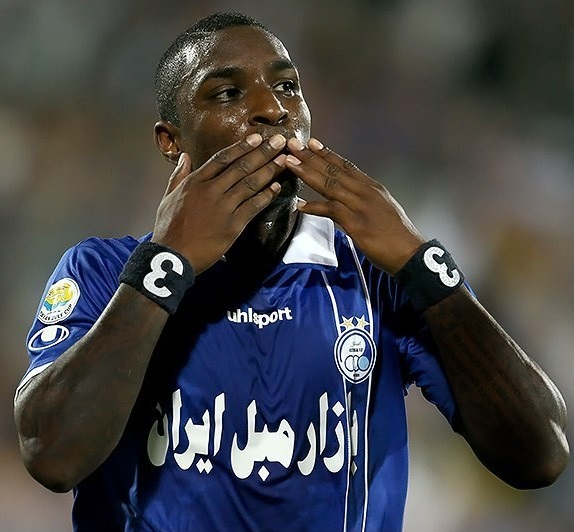
جی‌لوید ساموئل یکی از ۴ بازیکن خارجی این فصل استقلال که با ۵ پاس گل و ۶ گل زده یکی از موفق‌ترین بازیکنان استقلال نیز بود.

| حضور بازیکنان استقلال در تمامی مسابقات فصل ۹۲–۱۳۹۱ | حضور بازیکنان استقلال در تمامی مسابقات فصل ۹۲–۱۳۹۱ | حضور بازیکنان استقلال در تمامی مسابقات فصل ۹۲–۱۳۹۱ | حضور بازیکنان استقلال در تمامی مسابقات فصل ۹۲–۱۳۹۱ | حضور بازیکنان استقلال در تمامی مسابقات فصل ۹۲–۱۳۹۱ | حضور بازیکنان استقلال در تمامی مسابقات فصل ۹۲–۱۳۹۱ | حضور بازیکنان استقلال در تمامی مسابقات فصل ۹۲–۱۳۹۱ | حضور بازیکنان استقلال در تمامی مسابقات فصل ۹۲–۱۳۹۱ | حضور بازیکنان استقلال در تمامی مسابقات فصل ۹۲–۱۳۹۱ | حضور بازیکنان استقلال در تمامی مسابقات فصل ۹۲–۱۳۹۱ | حضور بازیکنان استقلال در تمامی مسابقات فصل ۹۲–۱۳۹۱ | حضور بازیکنان استقلال در تمامی مسابقات فصل ۹۲–۱۳۹۱ | حضور بازیکنان استقلال در تمامی مسابقات فصل ۹۲–۱۳۹۱ | حضور بازیکنان استقلال در تمامی مسابقات فصل ۹۲–۱۳۹۱ | حضور بازیکنان استقلال در تمامی مسابقات فصل ۹۲–۱۳۹۱ | حضور بازیکنان استقلال در تمامی مسابقات فصل ۹۲–۱۳۹۱ | حضور بازیکنان استقلال در تمامی مسابقات فصل ۹۲–۱۳۹۱ |
| شماره                                              | پُست                                                | بازیکنان                                           | لیگ برتر                                           | لیگ برتر                                           | لیگ برتر                                           | جام حذفی                                           | جام حذفی                                           | جام حذفی                                           | لیگ قهرمانان                                       | لیگ قهرمانان                                       | لیگ قهرمانان                                       | مجموع                                              | مجموع                                              | مجموع                                              | کارت                                               | کارت                                               |
| شماره                                              | پُست                                                | بازیکنان                                           | بازی                                               | زمان                                               | کارت زرد                                           | بازی                                               | زمان                                               | کارت زرد                                           | بازی                                               | زمان                                               | کارت زرد                                           | بازی                                               | زمان                                               | کارت زرد                                           | کارت زرد دوم و اخراج                               | کارت قرمز مستقیم                                   |
| -------------------------------------------------- | -------------------------------------------------- | -------------------------------------------------- | -------------------------------------------------- | -------------------------------------------------- | -------------------------------------------------- | -------------------------------------------------- | -------------------------------------------------- | -------------------------------------------------- | -------------------------------------------------- | -------------------------------------------------- | -------------------------------------------------- | -------------------------------------------------- | -------------------------------------------------- | -------------------------------------------------- | -------------------------------------------------- | -------------------------------------------------- |
| ۱                                                  | دروازه‌بان                                          | مهدی رحمتی                                         | ۳۴                                                 | ۳۰۶۰                                               | ۱                                                  | ۴                                                  | ۳۹۰                                                | ۰                                                  | ۸                                                  | ۷۲۰                                                | ۱                                                  | ۴۶ (۴۶)                                            | ۴۱۷۰                                               | ۲                                                  | ۰                                                  | ۰                                                  |
| ۲                                                  | مدافع                                              | خسرو حیدری                                         | ۳۰                                                 | ۲۴۵۷                                               | ۳                                                  | ۴                                                  | ۳۱۱                                                | ۳                                                  | ۷                                                  | ۶۳۰                                                | ۱                                                  | ۴۱ (۴۰)                                            | ۳۳۹۸                                               | ۷                                                  | ۱                                                  | ۰                                                  |
| ۳                                                  | هافبک                                              | جی‌لوید ساموئل                                      | ۲۵                                                 | ۱۵۹۹                                               | ۵                                                  | ۳                                                  | ۳۰۰                                                | ۰                                                  | ۷                                                  | ۶۳۰                                                | ۱                                                  | ۳۵ (۲۹)                                            | ۲۵۲۹                                               | ۶                                                  | ۱                                                  | ۰                                                  |
| ۴                                                  | مدافع                                              | امیرحسین صادقی                                     | ۳۳                                                 | ۲۷۳۳                                               | ۳                                                  | ۴                                                  | ۳۹۰                                                | ۱                                                  | ۷                                                  | ۵۸۵                                                | ۳                                                  | ۴۴ (۴۱)                                            | ۳۷۰۸                                               | ۷                                                  | ۰                                                  | ۰                                                  |
| ۵                                                  | مدافع                                              | حنیف عمران‌زاده                                     | ۲۴                                                 | ۱۵۳۲                                               | ۸                                                  | ۲                                                  | ۹۱                                                 | ۰                                                  | ۷                                                  | ۵۸۵                                                | ۰                                                  | ۳۳ (۲۴)                                            | ۲۲۰۸                                               | ۸                                                  | ۰                                                  | ۰                                                  |
| ۶                                                  | هافبک                                              | جواد نکونام                                        | ۲۷                                                 | ۲۴۱۱                                               | ۵                                                  | ۴                                                  | ۳۹۰                                                | ۱                                                  | ۸                                                  | ۶۷۵                                                | ۲                                                  | ۳۹ (۳۸)                                            | ۳۴۷۶                                               | ۸                                                  | ۰                                                  | ۱                                                  |
| ۷                                                  | مهاجم                                              | فرهاد مجیدی                                        | ۱۱                                                 | ۴۷۹                                                | ۲                                                  | ۱                                                  | ۶۷                                                 | ۱                                                  | ۶                                                  | ۳۷۰                                                | ۰                                                  | ۱۸ (۷)                                             | ۹۱۶                                                | ۳                                                  | ۰                                                  | ۰                                                  |
| ۸                                                  | هافبک                                              | مجتبی جباری                                        | ۱۶                                                 | ۱۱۴۷                                               | ۰                                                  | ۴                                                  | ۲۵۵                                                | ۰                                                  | ۸                                                  | ۷۲۰                                                | ۰                                                  | ۲۸ (۱۹)                                            | ۲۱۲۲                                               | ۰                                                  | ۰                                                  | ۰                                                  |
| ۹                                                  | مهاجم                                              | آرش برهانی                                         | ۲۷                                                 | ۱۸۳۶                                               | ۳                                                  | ۴                                                  | ۱۶۸                                                | ۱                                                  | ۷                                                  | ۲۲۷                                                | ۰                                                  | ۳۸ (۲۷)                                            | ۲۲۳۱                                               | ۴                                                  | ۰                                                  | ۱                                                  |
| ۱۰                                                 | مهاجم                                              | میلاد میداوودی                                     | ۷                                                  | ۳۲۰                                                | ۰                                                  | ۰                                                  | ۰                                                  | ۰                                                  | ۰                                                  | ۰                                                  | ۰                                                  | ۷ (۵)                                              | ۳۲۰                                                | ۰                                                  | ۰                                                  | ۰                                                  |
| ۱۱                                                 | مهاجم                                              | امین منوچهری                                       | ۱۵                                                 | ۶۶۶                                                | ۳                                                  | ۱                                                  | ۴۵                                                 | ۰                                                  | ۰                                                  | ۰                                                  | ۰                                                  | ۱۶ (۷)                                             | ۷۱۱                                                | ۳                                                  | ۰                                                  | ۰                                                  |
| ۱۲                                                 | هافبک                                              | حسن اشجاری                                         | ۱۱                                                 | ۷۵۳                                                | ۰                                                  | ۳                                                  | ۲۷۰                                                | ۰                                                  | ۱                                                  | ۶۴                                                 | ۰                                                  | ۱۵ (۱۳)                                            | ۱۰۸۷                                               | ۰                                                  | ۰                                                  | ۰                                                  |
| ۱۴                                                 | هافبک                                              | کیانوش رحمتی                                       | ۱                                                  | ۱                                                  | ۰                                                  | ۰                                                  | ۰                                                  | ۰                                                  | ۱                                                  | ۱                                                  | ۰                                                  | ۲ (۰)                                              | ۲                                                  | ۰                                                  | ۰                                                  | ۰                                                  |
| ۱۶                                                 | مدافع                                              | میثم حسینی                                         | ۱۰                                                 | ۵۳۷                                                | ۰                                                  | ۰                                                  | ۰                                                  | ۰                                                  | ۰                                                  | ۰                                                  | ۰                                                  | ۱۰ (۴)                                             | ۵۳۷                                                | ۰                                                  | ۰                                                  | ۰                                                  |
| ۱۷                                                 | هافبک                                              | میثم بائو                                          | ۱۹                                                 | ۹۰۱                                                | ۱                                                  | ۱                                                  | ۴۵                                                 | ۰                                                  | ۰                                                  | ۰                                                  | ۰                                                  | ۲۰ (۱۲)                                            | ۹۴۶                                                | ۱                                                  | ۰                                                  | ۰                                                  |
| ۱۸                                                 | مدافع                                              | هاشم بیک‌زاده                                       | ۲۱                                                 | ۱۷۱۱                                               | ۲                                                  | ۱                                                  | ۹۰                                                 | ۰                                                  | ۷                                                  | ۵۴۸                                                | ۱                                                  | ۲۹ (۲۷)                                            | ۲۳۴۹                                               | ۳                                                  | ۰                                                  | ۰                                                  |
| ۱۹                                                 | هافبک                                              | عباس محمدرضایی                                     | ۱۲                                                 | ۷۷۸                                                | ۰                                                  | ۴                                                  | ۲۶۵                                                | ۰                                                  | ۷                                                  | ۴۶۸                                                | ۰                                                  | ۲۳ (۱۳)                                            | ۱۵۱۱                                               | ۰                                                  | ۰                                                  | ۰                                                  |
| ۲۰                                                 | مهاجم                                              | سیاوش اکبرپور                                      | ۲۷                                                 | ۲۰۴۴                                               | ۶                                                  | ۱                                                  | ۵۳                                                 | ۰                                                  | ۷                                                  | ۳۹۲                                                | ۲                                                  | ۳۵ (۲۶)                                            | ۲۴۸۹                                               | ۸                                                  | ۰                                                  | ۰                                                  |
| ۲۴                                                 | هافبک                                              | فرزاد حاتمی                                        | ۱۵                                                 | ۹۶۳                                                | ۲                                                  | ۴                                                  | ۳۳۴                                                | ۲                                                  | ۷                                                  | ۲۷۷                                                | ۲                                                  | ۲۶ (۱۸)                                            | ۱۵۷۴                                               | ۶                                                  | ۰                                                  | ۱                                                  |
| ۲۸                                                 | مهاجم                                              | مهران قاسمی                                        | ۰                                                  | ۰                                                  | ۰                                                  | ۱                                                  | ۳                                                  | ۰                                                  | ۰                                                  | ۰                                                  | ۰                                                  | ۱ (۰)                                              | ۳                                                  | ۰                                                  | ۰                                                  | ۰                                                  |
| ۳۰                                                 | هافبک                                              | رودریگو توسی                                       | ۹                                                  | ۴۲۴                                                | ۰                                                  | ۰                                                  | ۰                                                  | ۰                                                  | ۰                                                  | ۰                                                  | ۰                                                  | ۹ (۴)                                              | ۴۲۴                                                | ۰                                                  | ۰                                                  | ۰                                                  |
| ۳۲                                                 | هافبک                                              | فریدون زندی                                        | ۸                                                  | ۴۷۵                                                | ۲                                                  | ۰                                                  | ۰                                                  | ۰                                                  | ۰                                                  | ۰                                                  | ۰                                                  | ۸ (۵)                                              | ۴۷۵                                                | ۲                                                  | ۰                                                  | ۰                                                  |
| ۳۳                                                 | مدافع                                              | پژمان منتظری                                       | ۲۹                                                 | ۲۶۱۰                                               | ۰                                                  | ۳                                                  | ۳۰۰                                                | ۰                                                  | ۸                                                  | ۷۲۰                                                | ۱                                                  | ۴۰ (۴۰)                                            | ۳۶۳۰                                               | ۱                                                  | ۰                                                  | ۰                                                  |
| ۳۶                                                 | مهاجم                                              | ایمان موسوی                                        | ۱۱                                                 | ۵۵۵                                                | ۱                                                  | ۱                                                  | ۸۹                                                 | ۰                                                  | ۴                                                  | ۲۲۹                                                | ۱                                                  | ۱۶ (۱۱)                                            | ۸۷۳                                                | ۲                                                  | ۱                                                  | ۰                                                  |
| ۳۷                                                 | هافبک                                              | فابیو جانواریو                                     | ۱۰                                                 | ۷۸۰                                                | ۰                                                  | ۰                                                  | ۰                                                  | ۰                                                  | ۰                                                  | ۰                                                  | ۰                                                  | ۱۰ (۸)                                             | ۷۸۰                                                | ۰                                                  | ۰                                                  | ۰                                                  |
| ۳۸                                                 | هافبک                                              | ویسنته آرزه                                        | ۷                                                  | ۳۵۹                                                | ۰                                                  | ۲                                                  | ۳۳                                                 | ۱                                                  | ۲                                                  | ۸۱                                                 | ۰                                                  | ۱۱ (۷)                                             | ۴۷۳                                                | ۱                                                  | ۰                                                  | ۰                                                  |
| ۴۰                                                 | مدافع                                              | علی حمودی                                          | ۳۱                                                 | ۲۳۷۴                                               | ۰                                                  | ۴                                                  | ۳۴۵                                                | ۰                                                  | ۷                                                  | ۴۶۸                                                | ۰                                                  | ۴۲ (۳۵)                                            | ۳۱۸۷                                               | ۰                                                  | ۰                                                  | ۰                                                  |

منبع: گزارش بازی‌ها
اعداد آبی رنگ: تعداد حضور در ترکیب اصلی استقلال

### ۱۱ شروع‌کننده

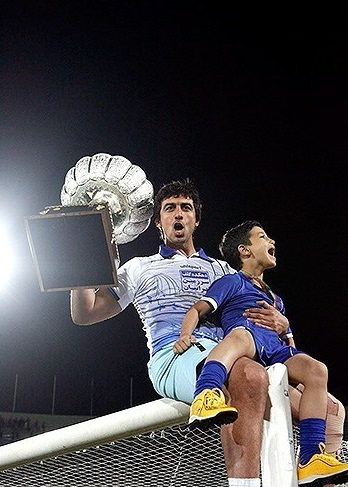
مهدی رحمتی در تمامی بازی‌های استقلال در این فصل حاضر بود و نقش بسزایی در قهرمانی این تیم داشت.

- گردآوری‌شده بر اساس ترکیب اصلی تیم در بازی‌های رسمی فصل.
- این ترکیب ممکن است دربردارندهٔ بازیکنانی باشد که در طول فصل باشگاه را ترک کرده‌اند.

| شروع کننده‌های اصلی استقلال در فصل ۹۲–۱۳۹۱ | شروع کننده‌های اصلی استقلال در فصل ۹۲–۱۳۹۱ | شروع کننده‌های اصلی استقلال در فصل ۹۲–۱۳۹۱ | شروع کننده‌های اصلی استقلال در فصل ۹۲–۱۳۹۱ | شروع کننده‌های اصلی استقلال در فصل ۹۲–۱۳۹۱ |
| شماره                                     | پست                                       | نام                                       | شروع‌ها                                    | یادداشت                                   |
| ----------------------------------------- | ----------------------------------------- | ----------------------------------------- | ----------------------------------------- | ----------------------------------------- |
| ۱                                         | دروازه‌بان                                 | مهدی رحمتی                                | ۴۶                                        |                                           |
| ۴۰                                        | مدافع                                     | علی حمودی                                 | ۳۵                                        | حنیف عمران‌زاده ۲۴ شروع داشته‌است.          |
| ۳۳                                        | مدافع                                     | پژمان منتظری                              | ۴۰                                        |                                           |
| ۴                                         | مدافع                                     | امیرحسین صادقی                            | ۴۱                                        | میثم حسینی ۴ شروع داشته‌است.               |
| ۱۸                                        | مدافع                                     | هاشم بیک‌زاده                              | ۲۷                                        | حسن اشجاری ۱۳ شروع داشته‌است.              |
| ۳                                         | هافبک                                     | جی‌لوید ساموئل                             | ۲۹                                        | عباس محمدرضایی ۱۳ شروع داشته‌است.          |
| ۶                                         | هافبک                                     | جواد نکونام                               | ۳۸                                        | میثم بائو ۱۲ شروع داشته‌است.               |
| ۲                                         | هافبک                                     | خسرو حیدری                                | ۴۰                                        | ویسنته آرزه ۷ شروع داشته‌است.              |
| ۸                                         | مدافع                                     | مجتبی جباری                               | ۱۹                                        | فابیو جانواریو ۸ شروع داشته‌است.           |
| ۲۰                                        | مهاجم                                     | سیاوش اکبرپور                             | ۲۶                                        | فرزاد حاتمی ۱۸ شروع داشته‌است.             |
| ۹                                         | مهاجم                                     | آرش برهانی                                | ۲۷                                        | ایمان موسوی ۱۱ شروع داشته‌است.             |

| رحمتی حمودی منتظری صادقی بیک‌زاده ساموئل نکونام حیدری جباری اکبرپور برهانی |
| ۱۱ شروع‌کنندهٔ استقلال در چهارچوب ۲–۴–۴ لوزی یا ۲–۱–۲–۱–۴                   |

### گلزن‌ها
راهنما
- دربردارندهٔ گل‌هایی که در بازی‌های رسمی فصل به ثمر رسیده‌است.
- بازیکنانی که در تعداد گل‌ها با هم برابر هستند، به ترتیب شمارهٔ پیراهن در جدول قرار گرفته‌اند.
- ردیف گل به خودی نمایان‌گر تعداد گل‌هایی است که حریفان استقلال به اشتباه وارد دروازهٔ خود کرده‌اند.

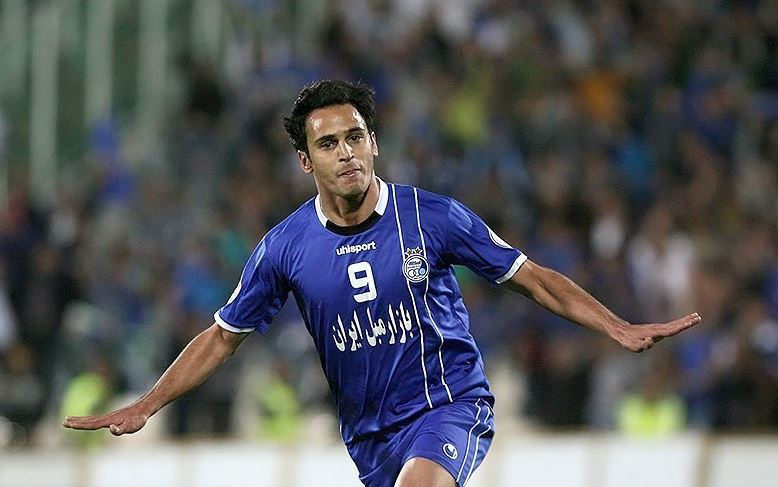
آرش برهانی با پانزده گل زده بهترین گلزن آن فصل استقلال لقب گرفت.

| گلزنان استقلال در مسابقات فصل ۹۲–۱۳۹۱ | گلزنان استقلال در مسابقات فصل ۹۲–۱۳۹۱ | گلزنان استقلال در مسابقات فصل ۹۲–۱۳۹۱ | گلزنان استقلال در مسابقات فصل ۹۲–۱۳۹۱ | گلزنان استقلال در مسابقات فصل ۹۲–۱۳۹۱ | گلزنان استقلال در مسابقات فصل ۹۲–۱۳۹۱ | گلزنان استقلال در مسابقات فصل ۹۲–۱۳۹۱ |
| رده                                   | پُست                                   | نام                                   | لیگ برتر                              | جام حذفی                              | لیگ قهرمانان                          | کل                                    |
| ------------------------------------- | ------------------------------------- | ------------------------------------- | ------------------------------------- | ------------------------------------- | ------------------------------------- | ------------------------------------- |
| ۱                                     | مهاجم                                 | آرش برهانی                            | ۱۰ (۱)                                | ۲                                     | ۳                                     | ۱۵                                    |
| ۲                                     | مهاجم                                 | فرزاد حاتمی                           | ۶                                     | ۴                                     | ۰                                     | ۱۰                                    |
| ۳                                     | هافبک                                 | جواد نکونام                           | ۵ (۳)                                 | ۱ (۱)                                 | ۳ (۲)                                 | ۹                                     |
| ۴                                     | هافبک                                 | جی‌لوید ساموئل                         | ۲                                     | ۱                                     | ۳                                     | ۶                                     |
| ۴                                     | مهاجم                                 | فرهاد مجیدی                           | ۳                                     | ۰                                     | ۳                                     | ۶                                     |
| ۵                                     | مهاجم                                 | سیاوش اکبرپور                         | ۳                                     | ۰                                     | ۰                                     | ۳                                     |
| ۵                                     | مدافع                                 | پژمان منتظری                          | ۱                                     | ۱                                     | ۱                                     | ۳                                     |
| ۵                                     | هافبک                                 | ویسنته آرزه                           | ۲                                     | ۱                                     | ۰                                     | ۳                                     |
| ۶                                     | هافبک                                 | خسرو حیدری                            | ۱                                     | ۰                                     | ۱                                     | ۲                                     |
| ۶                                     | مهاجم                                 | ایمان موسوی                           | ۱                                     | ۱                                     | ۰                                     | ۲                                     |
| ۶                                     | هافبک                                 | فابیو جانواریو                        | ۲                                     | ۰                                     | ۰                                     | ۲                                     |
| ۷                                     | مهاجم                                 | میلاد میداوودی                        | ۱                                     | ۰                                     | ۰                                     | ۱                                     |
| ۷                                     | مهاجم                                 | امین منوچهری                          | ۱                                     | ۰                                     | ۰                                     | ۱                                     |
| ۷                                     | مدافع                                 | حسن اشجاری                            | ۱                                     | ۰                                     | ۰                                     | ۱                                     |
| ۷                                     | هافبک                                 | میثم بائو                             | ۱                                     | ۰                                     | ۰                                     | ۱                                     |
| ۷                                     | مدافع                                 | هاشم بیک‌زاده                          | ۰                                     | ۰                                     | ۱                                     | ۱                                     |
| ۷                                     | هافبک                                 | رودریگو توسی                          | ۱                                     | ۰                                     | ۰                                     | ۱                                     |
| گل به خودی                            | گل به خودی                            | گل به خودی                            | ۱                                     | ۰                                     | ۰                                     | ۱                                     |
| کل                                    | کل                                    | کل                                    | ۴۲                                    | ۱۱                                    | ۱۵                                    | ۶۸                                    |

منبع: گزارش بازی‌ها

### پاس گل
راهنما
- دربردارندهٔ همهٔ بازی‌های رسمی که باشگاه در طول فصل در آن‌ها شرکت کرده‌است.
- بازیکنانی که در تعداد پاس گل‌ها با هم برابر هستند، به ترتیب شمارهٔ پیراهن در جدول قرار گرفته‌اند.
- گل‌هایی که روی حرکات انفرادی، ضربه‌های ایستگاهی مستقیم، یا توپ‌های برگشتی از دفاع حریف به ثمر رسیده، در این جدول گنجانده نشده‌اند.
- از تعداد ۷ پنالتی اعلام شده در این فصل هر هفت ضربه پنالتی تبدیل به گل شده‌است.
- شش پنالتی به خاطر خطا بر روی بازیکنان استقلال و یک پنالتی نیز به خاطر خطای هند بازیکنان حریفان اعلام شده‌است.

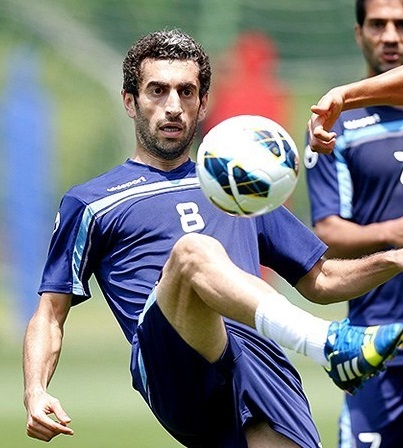
مجتبی جباری با یازده پاس گل بهترین پاسور آن فصل تیم استقلال بود.

| پاس گل‌های بازیکنان استقلال در فصل ۹۲–۱۳۹۱ | پاس گل‌های بازیکنان استقلال در فصل ۹۲–۱۳۹۱ | پاس گل‌های بازیکنان استقلال در فصل ۹۲–۱۳۹۱ | پاس گل‌های بازیکنان استقلال در فصل ۹۲–۱۳۹۱ | پاس گل‌های بازیکنان استقلال در فصل ۹۲–۱۳۹۱ | پاس گل‌های بازیکنان استقلال در فصل ۹۲–۱۳۹۱ | پاس گل‌های بازیکنان استقلال در فصل ۹۲–۱۳۹۱ | پاس گل‌های بازیکنان استقلال در فصل ۹۲–۱۳۹۱ |
| رده                                       | پُست                                       | نام                                       | لیگ برتر                                  | جام حذفی                                  | لیگ قهرمانان                              | جمع                                       | گرفتن پنالتی                              |
| ----------------------------------------- | ----------------------------------------- | ----------------------------------------- | ----------------------------------------- | ----------------------------------------- | ----------------------------------------- | ----------------------------------------- | ----------------------------------------- |
| ۱                                         | هافبک                                     | مجتبی جباری                               | ۴                                         | ۲                                         | ۵                                         | ۱۱                                        | ۰                                         |
| ۲                                         | مدافع                                     | خسرو حیدری                                | ۳                                         | ۰                                         | ۲                                         | ۵                                         | ۰                                         |
| ۳                                         | مدافع                                     | جی‌لوید ساموئل                             | ۲                                         | ۱                                         | ۱                                         | ۴                                         | ۰                                         |
| ۳                                         | مهاجم                                     | آرش برهانی                                | ۲                                         | ۲                                         | ۰                                         | ۴                                         | ۰                                         |
| ۴                                         | مدافع                                     | علی حمودی                                 | ۲                                         | ۱                                         | ۰                                         | ۳                                         | ۱                                         |
| ۴                                         | هافبک                                     | میثم بائو                                 | ۳                                         | ۰                                         | ۰                                         | ۳                                         | ۰                                         |
| ۴                                         | مهاجم                                     | فرزاد حاتمی                               | ۰                                         | ۱                                         | ۲                                         | ۳                                         | ۰                                         |
| ۴                                         | مدافع                                     | امیرحسین صادقی                            | ۳                                         | ۰                                         | ۰                                         | ۳                                         | ۱                                         |
| ۵                                         | مهاجم                                     | سیاوش اکبرپور                             | ۲                                         | ۰                                         | ۱                                         | ۲                                         | ۲                                         |
| ۵                                         | مدافع                                     | حسن اشجاری                                | ۱                                         | ۱                                         | ۰                                         | ۲                                         | ۰                                         |
| ۶                                         | مدافع                                     | حنیف عمران‌زاده                            | ۰                                         | ۰                                         | ۱                                         | ۱                                         | ۰                                         |
| ۶                                         | هافبک                                     | جواد نکونام                               | ۰                                         | ۱                                         | ۰                                         | ۱                                         | ۰                                         |
| ۶                                         | مهاجم                                     | فرهاد مجیدی                               | ۱                                         | ۰                                         | ۰                                         | ۱                                         | ۲                                         |
| ۶                                         | مهاجم                                     | میلاد میداوودی                            | ۱                                         | ۰                                         | ۰                                         | ۱                                         | ۰                                         |
| ۶                                         | مدافع                                     | میثم حسینی                                | ۱                                         | ۰                                         | ۰                                         | ۱                                         | ۰                                         |
| ۶                                         | مدافع                                     | هاشم بیک‌زاده                              | ۱                                         | ۰                                         | ۰                                         | ۱                                         | ۰                                         |
| ۶                                         | مدافع                                     | پژمان منتظری                              | ۱                                         | ۰                                         | ۰                                         | ۱                                         | ۰                                         |
| ۶                                         | هافبک                                     | رودریگو توسی                              | ۱                                         | ۰                                         | ۰                                         | ۱                                         | ۰                                         |
| ۶                                         | مهاجم                                     | ایمان موسوی                               | ۱                                         | ۰                                         | ۰                                         | ۱                                         | ۰                                         |
| جمع                                       | جمع                                       | جمع                                       | ۲۹                                        | ۹                                         | ۱۲                                        | ۵۰                                        | ۶                                         |

منبع: گزارش بازی‌ها

### عملکرد دروازه‌بان‌ها
| عملکرد دروازه‌بان‌های استقلال در فصل ۹۲–۱۳۹۱ | عملکرد دروازه‌بان‌های استقلال در فصل ۹۲–۱۳۹۱ | عملکرد دروازه‌بان‌های استقلال در فصل ۹۲–۱۳۹۱ | عملکرد دروازه‌بان‌های استقلال در فصل ۹۲–۱۳۹۱ | عملکرد دروازه‌بان‌های استقلال در فصل ۹۲–۱۳۹۱ | عملکرد دروازه‌بان‌های استقلال در فصل ۹۲–۱۳۹۱ | عملکرد دروازه‌بان‌های استقلال در فصل ۹۲–۱۳۹۱ | عملکرد دروازه‌بان‌های استقلال در فصل ۹۲–۱۳۹۱ | عملکرد دروازه‌بان‌های استقلال در فصل ۹۲–۱۳۹۱ | عملکرد دروازه‌بان‌های استقلال در فصل ۹۲–۱۳۹۱ | عملکرد دروازه‌بان‌های استقلال در فصل ۹۲–۱۳۹۱ | عملکرد دروازه‌بان‌های استقلال در فصل ۹۲–۱۳۹۱ | عملکرد دروازه‌بان‌های استقلال در فصل ۹۲–۱۳۹۱ | عملکرد دروازه‌بان‌های استقلال در فصل ۹۲–۱۳۹۱ |
|                                            |                                            | لیگ برتر                                   | لیگ برتر                                   | لیگ برتر                                   | جام حذفی                                   | جام حذفی                                   | جام حذفی                                   | لیگ قهرمانان                               | لیگ قهرمانان                               | لیگ قهرمانان                               | مجموع                                      | مجموع                                      | مجموع                                      |
| رتبه                                       | نام                                        | بازی                                       | گل‌خورده                                    | ک‌ش                                         | بازی                                       | گل‌خورده                                    | ک‌ش                                         | بازی                                       | گل‌خورده                                    | ک‌ش                                         | بازی                                       | گل‌خورده                                    | ک‌ش                                         |
| ------------------------------------------ | ------------------------------------------ | ------------------------------------------ | ------------------------------------------ | ------------------------------------------ | ------------------------------------------ | ------------------------------------------ | ------------------------------------------ | ------------------------------------------ | ------------------------------------------ | ------------------------------------------ | ------------------------------------------ | ------------------------------------------ | ------------------------------------------ |
| ۱                                          | مهدی رحمتی                                 | ۳۴                                         | ۱۸                                         | ۲۱                                         | ۴                                          | ۱                                          | ۳                                          | ۸                                          | ۷                                          | ۴                                          | ۴۶                                         | ۲۶                                         | ۲۸                                         |
| ۲                                          | حسین حسینی                                 | ۰                                          | ۰                                          | ۰                                          | ۰                                          | ۰                                          | ۰                                          | ۰                                          | ۰                                          | ۰                                          | ۰                                          | ۰                                          | ۰                                          |
| ۳                                          | لیام ردی                                   | ۰                                          | ۰                                          | ۰                                          | ۰                                          | ۰                                          | ۰                                          | ۰                                          | ۰                                          | ۰                                          | ۰                                          | ۰                                          | ۰                                          |
| مجموع                                      | مجموع                                      | ۳۴                                         | ۱۸                                         | ۲۱                                         | ۴                                          | ۱                                          | ۳                                          | ۸                                          | ۷                                          | ۴                                          | ۴۶                                         | ۲۶                                         | ۲۸                                         |

### کاپیتان‌های فصل
راهنما
- عددهای آبی رنگ: نشان دهنده دفعاتی است که آن بازیکن پس از تعویض کاپیتان اول، کاپیتان شده‌است و این کاپیتانی‌ها در ستون جمع محاسبه نشده‌است.

| کاپیتان‌های استقلال در فصل ۹۲–۱۳۹۱ | کاپیتان‌های استقلال در فصل ۹۲–۱۳۹۱ | کاپیتان‌های استقلال در فصل ۹۲–۱۳۹۱ | کاپیتان‌های استقلال در فصل ۹۲–۱۳۹۱ | کاپیتان‌های استقلال در فصل ۹۲–۱۳۹۱ | کاپیتان‌های استقلال در فصل ۹۲–۱۳۹۱ |
| رده                               | نام                               | لیگ برتر                          | جام حذفی                          | لیگ قهرمانان                      | جمع                               |
| --------------------------------- | --------------------------------- | --------------------------------- | --------------------------------- | --------------------------------- | --------------------------------- |
| ۱                                 | مهدی رحمتی                        | ۲۲ (۱۲)                           | ۳                                 | ۰                                 | ۲۵                                |
| ۲                                 | مجتبی جباری                       | ۸ (۴)                             | ۱                                 | ۵ (۱)                             | ۱۴                                |
| ۳                                 | فرهاد مجیدی                       | ۴ (۴)                             | ۰                                 | ۳ (۱)                             | ۷                                 |

### آمار کلی تیم

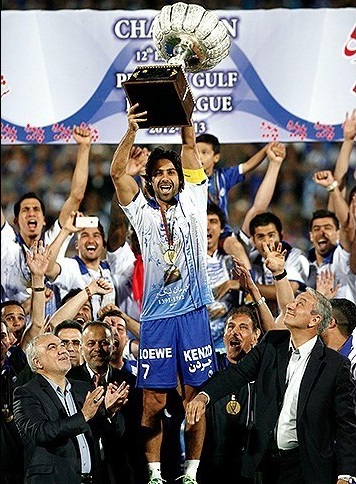
در پایان این فصل، فرهاد مجیدی به عنوان کاپیتان استقلال جام قهرمانی را دردست گرفت.

| عملکرد کلی استقلال در فصل ۹۲–۱۳۹۱ | عملکرد کلی استقلال در فصل ۹۲–۱۳۹۱ | عملکرد کلی استقلال در فصل ۹۲–۱۳۹۱ | عملکرد کلی استقلال در فصل ۹۲–۱۳۹۱ |
|                                   | همه                               | خانه                              | بیرون                             |
| --------------------------------- | --------------------------------- | --------------------------------- | --------------------------------- |
| بازی‌ها                            | ۴۶                                | ۲۴                                | ۲۲                                |
| پیروزی‌ها                          | ۲۷                                | ۱۵                                | ۱۲                                |
| مساوی‌ها                           | ۱۳                                | ۶                                 | ۷                                 |
| شکست‌ها                            | ۶                                 | ۳                                 | ۳                                 |
| بزرگ‌ترین پیروزی                   | ۵ − ۰ فجر سپاسی ۵ − ۰ ابومسلم     | ۵ − ۰ ابومسلم                     | ۵ − ۰ فجر سپاسی                   |
| سنگین‌ترین شکست                    | ۰ − ۲ تراکتورسازی تبریز           | ۲ − ۳ فولاد اهواز                 | ۲ − ۰ تراکتورسازی تبریز           |
| بزرگ‌ترین پیروزی (لیگ)             | ۵ − ۰ فجر سپاسی                   | ۲ − ۰ پیکان ۲ − ۰ گهر دورود       | ۵ − ۰ فجر سپاسی                   |
| بزرگ‌ترین پیروزی (حذفی)            | ۵ − ۰ ابومسلم                     | ۵ − ۰ ابومسلم                     | ۱ − ۰ گهر دورود                   |
| بزرگ‌ترین پیروزی (آسیا)            | ۳ − ۰ الریان قطر                  | ۳ − ۰ الریان قطر                  | ۴ − ۲ الشباب امارات               |
| سنگین‌ترین شکست (لیگ)              | ۰ − ۲ تراکتورسازی تبریز           | ۲ − ۳ فولاد اهواز                 | ۰ − ۲ تراکتورسازی تبریز           |
| سنگین‌ترین شکست (حذفی)             | –                                 | –                                 | –                                 |
| سنگین‌ترین شکست (آسیا)             | ۰ − ۱ الهلال عربستان              | ۰ − ۱ الهلال عربستان              | –                                 |
| دروازه بسته                       | ۲۸                                | ۱۵                                | ۱۳                                |
| گل‌های زده                         | ۶۸                                | ۳۶                                | ۳۲                                |
| گل‌های خورده                       | ۲۶                                | ۱۲                                | ۱۴                                |
| تفاضل گل                          | ۴۲                                | ۲۴                                | ۱۸                                |
| میانگین گل زده در هر بازی         | ۱٫۴۸                              | ۱٫۵                               | ۱٫۴۵                              |
| میانگین گل خورده در هر بازی       | ۰٫۵۷                              | ۰٫۵                               | ۰٫۶۳                              |
| امتیازها                          | ۹۴ از ۱۳۸ (% ۶۸٫۱۲)               | ۵۱ از ۷۲ (% ۷۰٫۸۳)                | ۴۳ از ۶۶ (% ۶۵٫۱۵)                |
| نرخ بُرد                           | % ۵۸٫۷                            | % ۶۲٫۵                            | % ۵۴٫۵۴                           |
| بیشترین حضور                      | مهدی رحمتی با ۴۶ حضور             | مهدی رحمتی با ۴۶ حضور             | مهدی رحمتی با ۴۶ حضور             |
| بیشترین دقایق حضور                | مهدی رحمتی ۴۱۷۰ دقیقه             | مهدی رحمتی ۴۱۷۰ دقیقه             | مهدی رحمتی ۴۱۷۰ دقیقه             |
| برترین گلزن                       | آرش برهانی ۱۵ گل                  | آرش برهانی ۱۵ گل                  | آرش برهانی ۱۵ گل                  |
| بیشترین پاس گل                    | مجتبی جباری ۱۱ پاس                | مجتبی جباری ۱۱ پاس                | مجتبی جباری ۱۱ پاس                |

منبع: بازی‌ها

## یادداشت
1. ↑  مهدی شیری در هیچ‌یک از بازی‌های رسمی فصل در لیست ۱۸ نفره استقلال قرار نگرفت و شماره‌ای به او داده نشد.
2. ↑  چهارمحالی در هیچ‌یک از بازی‌های رسمی فصل در لیست ۱۸ نفره استقلال قرار نگرفت و شماره‌ای به او داده نشد.
3. ↑  تنها گل به خودی این فصل حریفان استقلال توسط محسن ایران‌نژاد بازیکن سپاهان در بازی هفته ۳۲ لیگ برتر به ثمر رسید.
4. ↑  ‌آن دسته از بازی‌های حذفی که به ضربات پنالتی رسیده‌اند در ستون تساوی‌ها شمارش شده‌اند. همچنین ضربات پنالتی پایان بازی در ردیف گل‌ها شمارش نشده‌اند.
5. ↑  شمارش‌شده تا دو رقم اعشار
6. ↑  ‌با احتساب وقت اضافهٔ دیدار نیمه‌نهایی جام حذفی و بدون احتساب وقت اضافهٔ بازی‌های ۹۰ دقیقه‌ای